# Église Notre-Dame-de-l'Assomption d'Anzy-le-Duc
L'église Notre-Dame-de-l'Assomption  est une église romane située sur le territoire de la commune d'Anzy-le-Duc dans le département français de Saône-et-Loire en région Bourgogne-Franche-Comté.
Elle fait l'objet d'un classement au titre des monuments historiques depuis 1851.

## Historique

### Une longue histoire
L'église d'Anzy-le-Duc est placée de nos jours sous le vocable de Notre-Dame-de-l'Assomption. Elle était, anciennement, dédiée à la Trinité-Sainte-Croix et Sainte-Marie.
Elle est l'ancienne église priorale du prieuré d'Anzy-le-Duc. Elle a été édifiée entre la fin du XIe et le début du XIIe. Quelques bâtiments du prieuré qui jouxtent l'église, sont encore visibles.
La fondation du monastère d'Anzy-le-Duc remonte à l'époque carolingienne. C'est l'un des plus anciens du pays brionnais. Un noble, nommé Lethbald, et son épouse Altasie firent donation de leur villa d' « Enziacum » à l'abbaye de Saint-Martin d'Autun en 876. L'un des premiers prieurs fut le moine Hugues de Poitiers, mort en odeur de sainteté vers 930 à Anzy-le-Duc. Son tombeau fut l'objet d'une grande vénération, et l'affluence croissante des pèlerins qui empruntaient la grande route de la Loire rendit nécessaire la construction d'une église plus vaste au XIe siècle. L'église actuelle semble avoir été construite en deux campagnes. Le chevet et le transept datent de la seconde moitié du XIe siècle (vers 1080), tandis que la nef et les collatéraux datent du début du XIIe siècle (vers 1110).
En 1415, Jean Petitjean, seigneur de Chamilly et de Chanceau les Marcigny, père de Jean Petitjean, abbé de l'abbaye de Saint- Martin d'Autun, rédige son testament et « donne à l'yglise d'Anzy où j'ay recehu âme et baptême et en laquelle sont inhumés mon père et ma mère et plusieurs de mes enffens et de ceux de mon frère Guillaume Petitjean, auxquels Dieu par sa grâce face pardon à tous,  je donne le dyesme tant de bley que de charnage,  c'est assavoir de petits porceaux, lequel dyesme est appelé le dyesme de Montvalois, lequel acheptames, mon dit feu frère et moi,  de Béatrix de la Grange,  damoiselle et de Jehan de Cerisiers, dit Cher-fils, son mary et lequel dyesme pehut valoir, chascun an, XX bichets de blez, mesure de Marcigny et aussi donne à la dite yglise parochiale d'Anzy,  une vigne assise au cymetière de la dite yglise et contre le grand chemin allant de la dite yglise à la rivière de l'Arconze, laquelle je donne en l'honneur de Nostre-Dame Vierge et de M. saint Martin…. »
Il lègue aussi à : « l'yglise du prioré d'Anzy, auquel le mère de ma mère et un mien frère utérin, jadis secrétain et religieux du dit lieu, sont inhumés en la chapelle monsieur saint Hugon, je donne à la dite yglise ou à monsieur le prieur et ez religieux une place à édifier une maison au profit du dit prioré et des religieux d'iceluy,  laquelle est assise en la ville ou forteresse de Marcigny, et avec ce dix frans de monnoie courante pour achepter rante,  pour ce que le dit prieur et les religieux sont tenus chascun an de tel jour que je trépasserai,  faire ung anniversaire… »
L'abbé de l'abbaye de Vézelay donne un certificat le 10 février 1449, constatant que l'abbaye de Saint-Martin d'Autun est exemptée de la juridiction de l'évêque d'Autun, au sujet d'Anzy. Le 10 mai 1451, un accord intervient entre Jean Petitjean et l'évêque d'Autun Jean V Rolin, qui décident de le gouverner et de l'administrer ensemble, l'évêque en restant le Prieur. Robert Huraut, abbé de Saint-Martin, ordonne le 11 novembre 1547 au prieur d'Anzy de recevoir dans son établissement le frère Jean de Marry, religieux de Saint-Martin.
« Le 22 mai 1652, sur les deux du soir, est tombé une grande quantité de grêlons de forte dimension, qui Laous Deo n'a pas endommagé les cultures. Mais la foudre est tombée sur le clocher de plus de trente toises de haut, élevé suivant les remarques de Saint-Martin d'Autun depuis environ onze cents ans. Tous la charpente a brûlé, les trois cloches ont fondu. La grosse cloche nommée Louyse, refaite du temps du prieur feu Louis du Lac, prieur d'Anzy et de Braigny, en 1514, a été conservée sans aucune lésion. Cette année le bichet de seigle vaut dix livres, la guerre, la peste, et la famine sont en vogue », rapport signé de François Popelin de Semur-en-Brionnais, sacristain religieux de Saint-André et Anthouard, aussi religieux d'Anzy, et Triollet curé d'Anzy. Au bas de ce manuscrit est écrit : « le 28 mai 1652, le métal des trois cloches a été pesé par Louis-Julien Poulard et Antoine Saillon, marchands à Marcigny : il y a 1 190 livres de métal et 340 de fer. Mr Vachère, s'en est chargé par acte de Mr Gabriel Maublanc, notaire royal. Le clocher et le beffroi ont été refaits aux dépens de Monseigneur Philippe Bouton. La grosse cloche remise le 31 mai 1653, par un nommé Claude Lyonnet de Ligny, proche Chamron, maître charpentier, qui a tot fait le dit bois. »
Monseigneur Roch-Étienne de Vichy, ancien prieur, dernier titulaire et évêque d'Autun, fait sa fondation, avec l'autorisation de l'ordonnance royale du 28 septembre 1824. Sa famille possédait près d'Anzy, le château de Monceau-l'Étoile. Il fit donc à l'église la fondation suivante : « Je soussigné, Roch-Étienne de Vichy,  évêque d'Autun, déclare que, pour rappeler le souvenir du prieuré d'Anzy dont j'ai été titulaire autrefois, et donner aux habitants de cette paroisse une preuve de l'attachement que je leur ai conservé, je fais par les présentes,  donation pure,  simple et irrévocable, aux desservants successifs de la succursale d'Anzy, canton de Marcigny, département de Saône-et-Loire, d'une rente de deux cents francs sur l'État,  achetée sous mon nom, avec jouissance du 22 du présent mois de septembre, et dont le desservant actuel entrera immédiatement en possession, à la charge par lesdits desservants successifs d'Anzy, de célébrer chaque année dans leur église, à perpétuité, cinquante deux messes basses,  dont douze seront acquittées pour le repos de l'âme des anciens prieurs et religieux d'Anzy, douze pour moi personnellement, et le surplus à mon intention. »
En 1808, l'édifice, jusque-là église priorale, est choisi pour devenir église paroissiale.
L'église a été classée monument historique en 1851.

### Liste des prieurs et religieux connus
Cette liste n'est pas exhaustive.
- 928 - Hugues d'Anzy dit de Poitiers, Bienheureux, fondateur de l'hôpital du prieuré, conseiller spirituel et fondateur de monastères, architecte, à l'origine de l'attractivité du lieu de son vivant par l'accueil des malades et indigents et après sa mort pour ses reliques objet de pèlerinages[7].
- 1400 - Un frère utérin de Jean Petitjean, sacristain et religieux de ce lieu, inhumé en la chapelle Saint-Hugon[8].
- 1457 - Louis de Montjournaut, religieux de Saint-Martin d'Autun, promu à l'office de sacristain du Prieuré le 29 septembre[9].
- 1652 - François Popelin de Semur, sacristain et religieux de Saint-André, décède au prieuré le 27 juin, âgé de 76 ans, ayant joui du bénéfice pendant 50 ans  - Anthouard, religieux - Philippe Bouton, seigneur, prieur et baron d'Anzy, chanoine en la sacristie et chapelle du roi, seigneur de Joursanvault, Mirmande et autres lieux, âgé de 46 ans, décède le 22 mai 1653, à Dijon, le même jour que l'incendie et au dit jour est décédée à Chalons, Mme la comtesse de Chamilly[10].
- 1824 - Monseigneur Roch-Étienne de Vichy, dernier titulaire du prieuré d'Anzy[11].

## Architecture

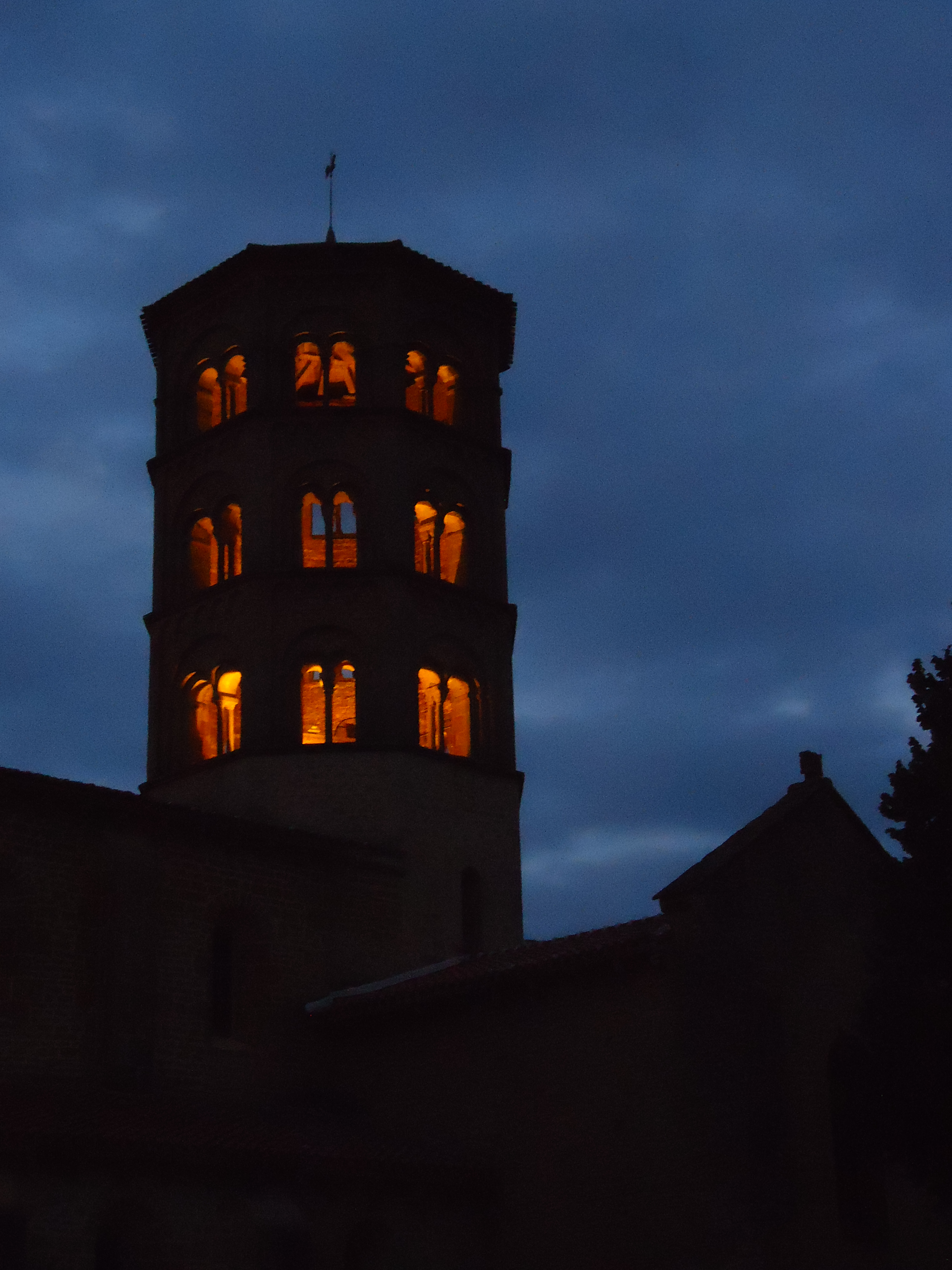
Le clocher de style Lombard éclairé.

La prieurale Notre-Dame-de-l'Assomption est considérée comme l'une des plus belles églises romanes du Brionnais et de la Bourgogne du Sud, par la qualité de son décor sculpté et par ses proportions harmonieuses.
L'édifice, avec son élévation à deux étages, se rattache à l'ancienne tradition architecturale de Bourgogne. C'est l'antithèse des principes architecturaux illustrés à Cluny III.

### Le plan de l'église
L'église prieurale Notre-Dame-de-l'Assomption est, classiquement, orientée vers l'est, vers le soleil levant symbole de la résurrection. 
La construction est en moyen appareil de calcaire blond, irrégulier et jointoyé. La différence des maçonneries du chevet  et du transept, par rapport à celle de la nef, rappelle que l'église d'Anzy-le-Duc a été réalisée en deux campagnes, entre le milieu / fin du XIe et le début du XIIe.La nef initiale était une simple nef sous charpente, l'élévation de la nef en deux niveaux et cinq travées sous arêtes est une des premières de ce type en Bourgogne, remarquable par son élévation ce modèle sera repris à l'abbatiale de Vezelay

### Architecture extérieure
Au flanc sud de la prieurale, les modillons qui supportent l'entablement des corniches sont presque tous figuratifs. « Les modillons de la prieurale d'Anzy-le-Duc sont incontestablement d'un niveau technique très supérieur à ceux des autres églises de ce territoire : ils sont l'œuvre de sculpteurs, alors que tous les autres peuvent être attribués à des tailleurs de pierre ayant mis leur habileté au service de ces décors de marge. » a expliqué Anelise Nicolier.

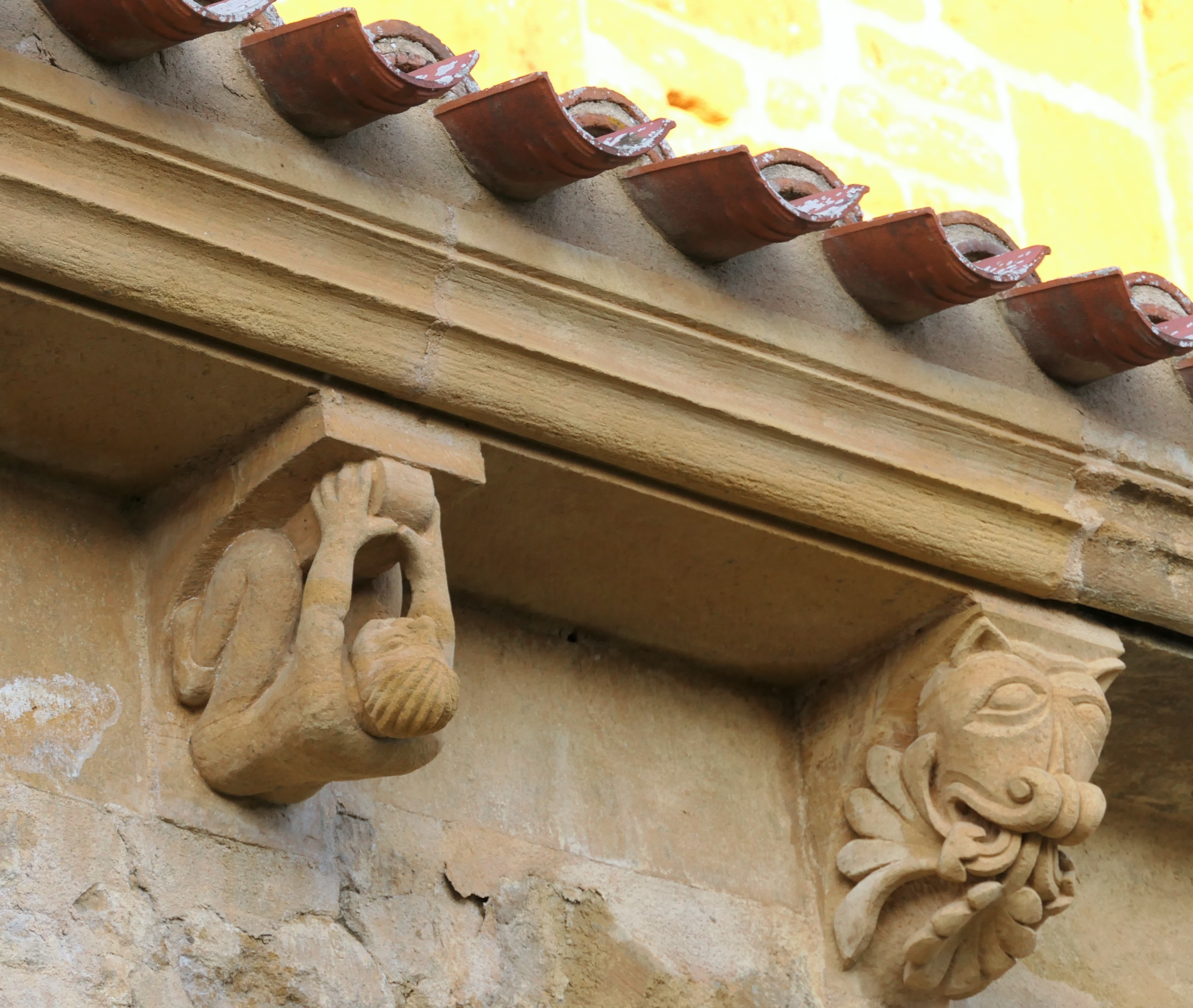
Modillon 1.
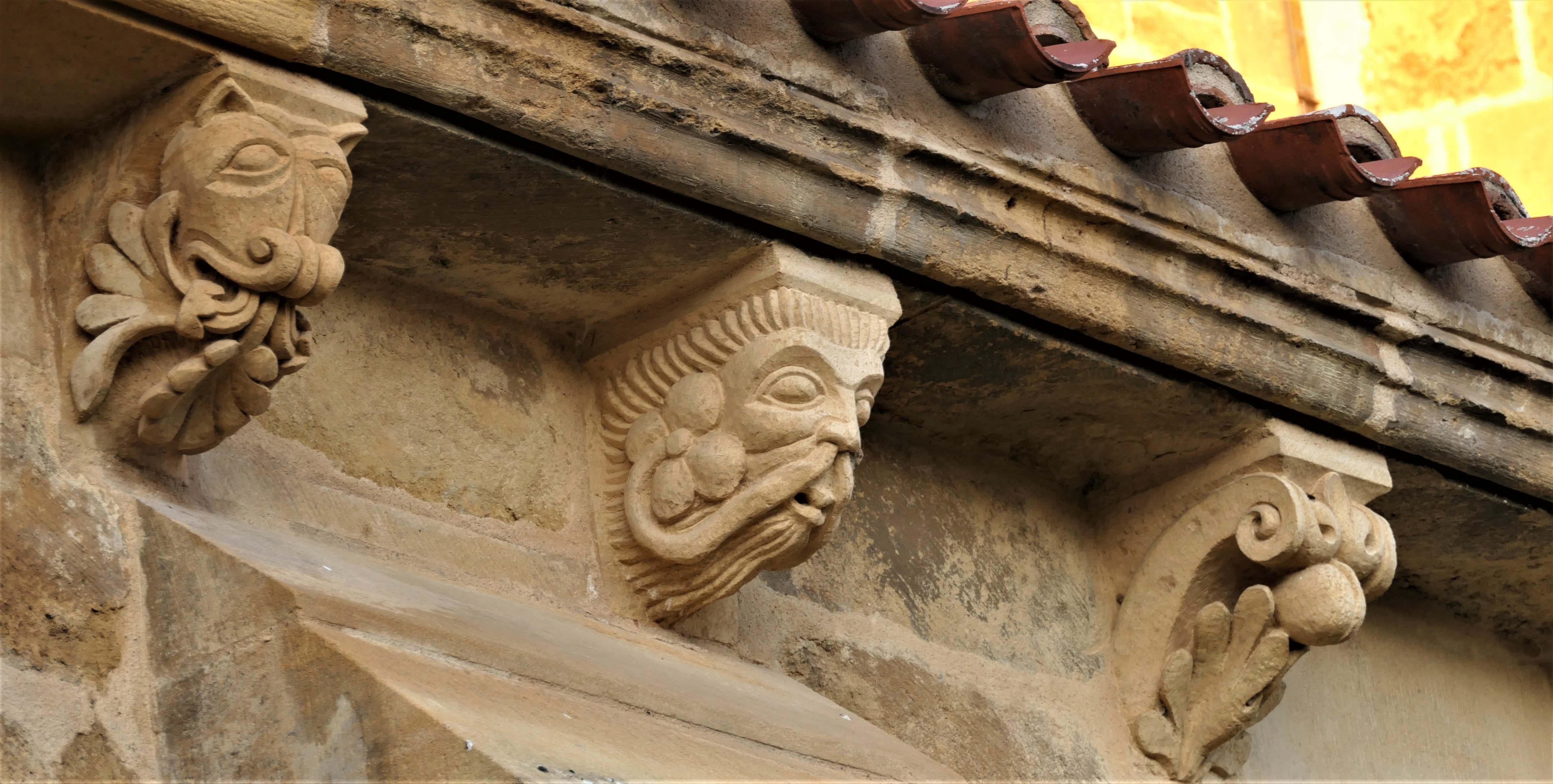
Modillon 2.
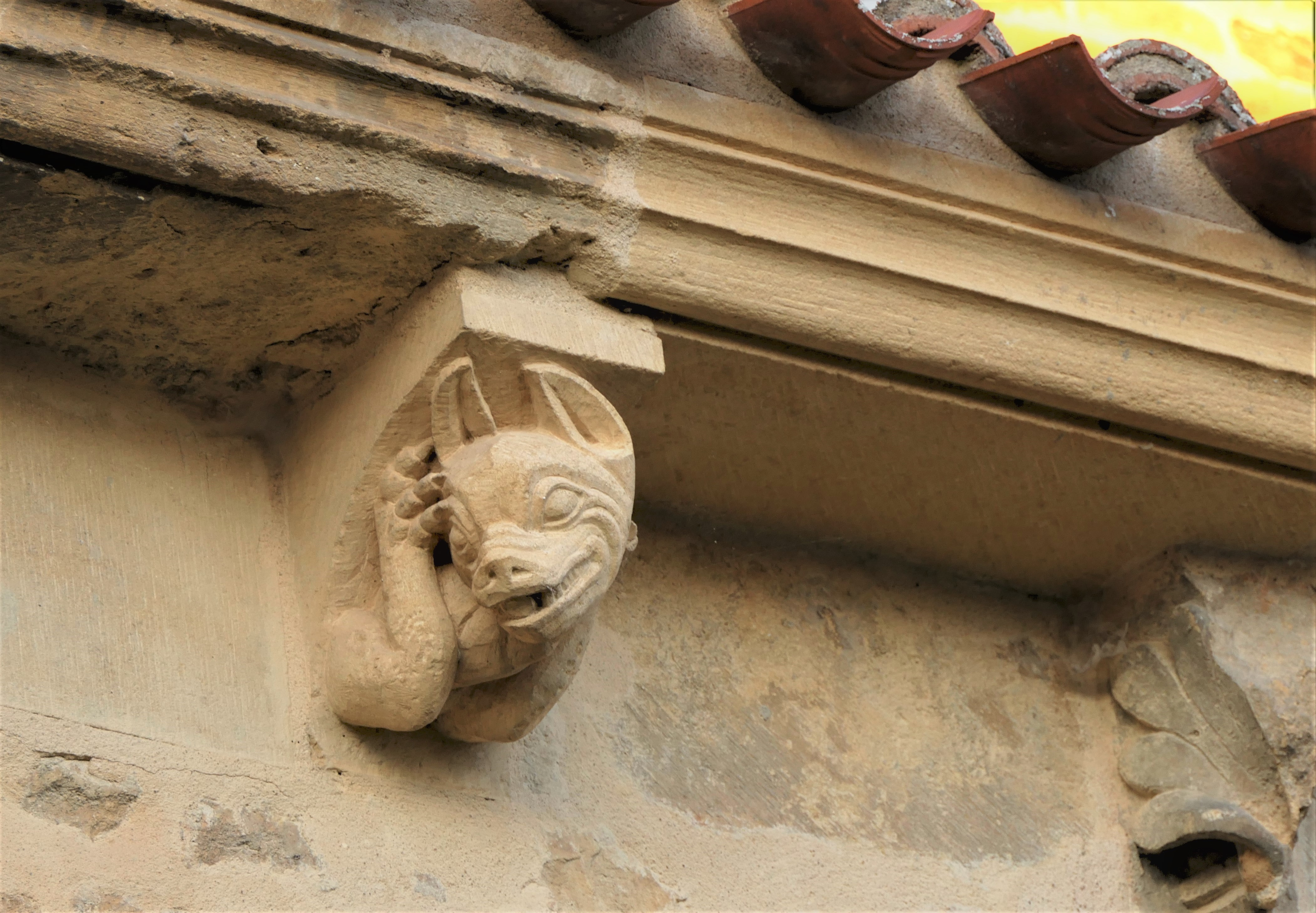
Modillon 3.
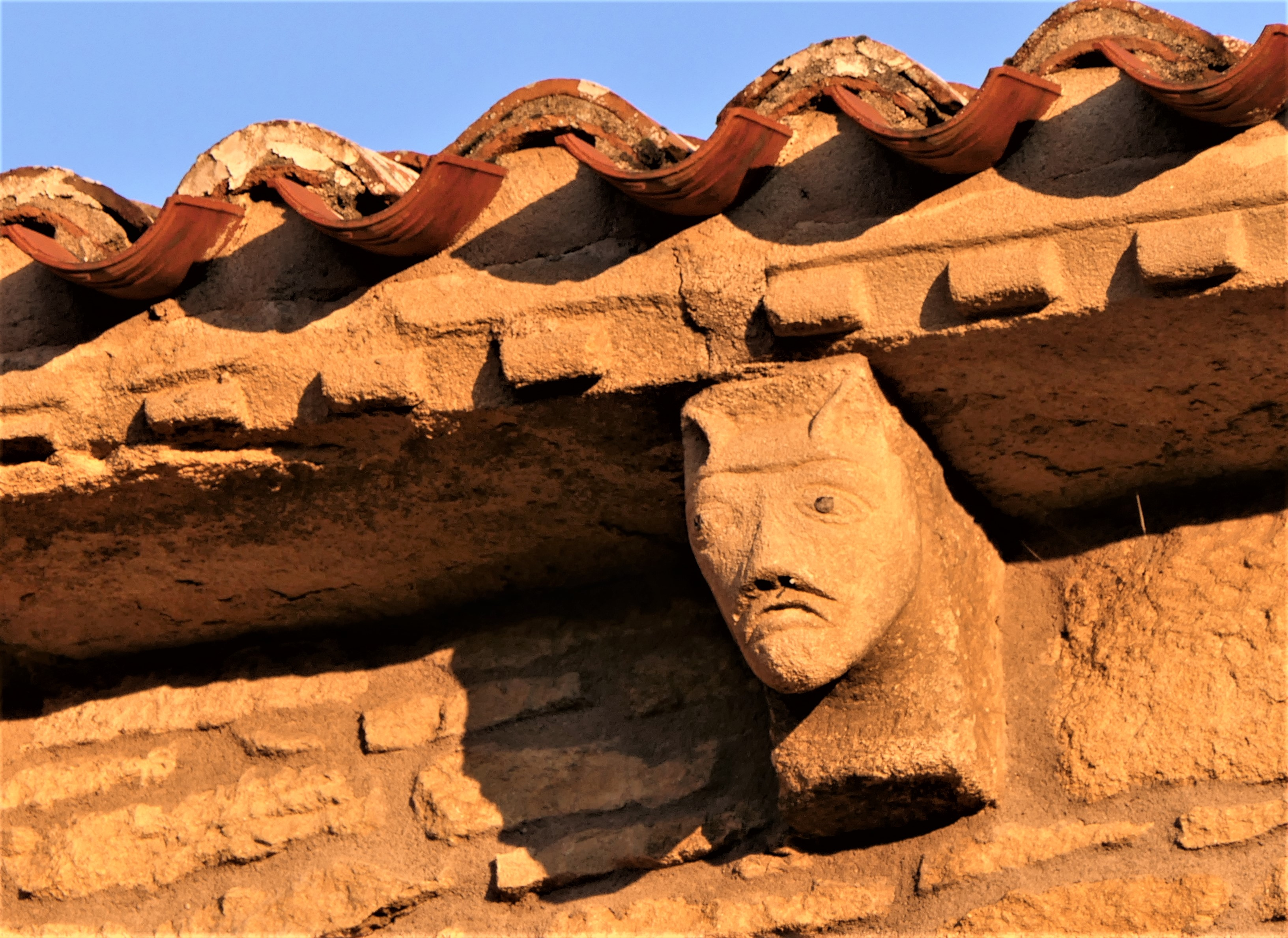
Modillon 4.
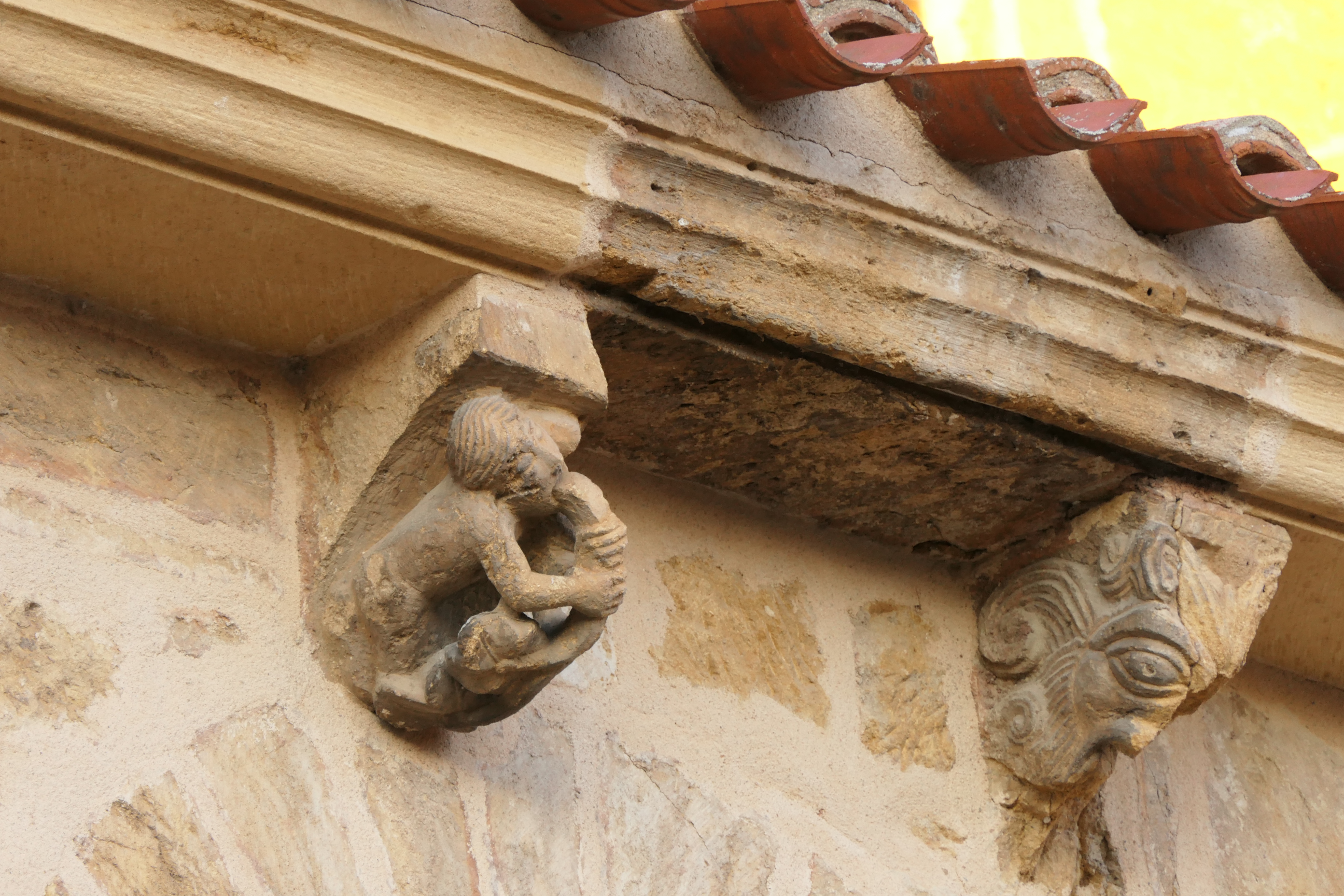
Modillon 5.

Les bras du transept et la façade principale sont mis en valeur par leurs pignons surhaussés.

#### Le clocher
L'église Notre-Dame-de-l'Assomption possède un remarquable clocher roman octogonal.
L'élégance de ce clocher en fait l'un des plus beaux clochers romans du Brionnais. Sa haute silhouette donne de l'élancement à l'ensemble de l'édifice. Sa construction octogonale ornée de trois étages d'arcatures lombardes rappelle les clochers romans d'Italie du Nord.
Il est orné aux trois étages supérieurs de baies cintrées géminées séparées par des colonnettes et surmontées de bandes lombardes.
Ce clocher abrite l'une des plus anciennes cloches du diocèse d'Autun, fondue en l'an 1514 et pesant environ 730 kg, classée au titre des monuments historiques en 2021.

#### La façade occidentale
La façade occidentale est percée d'un remarquable portail dont le linteau, le tympan et l'archivolte à double voussure présentent une décoration sculptée très riche.
Le tympan  date du XIIe. L'église Notre-Dame-de-l'Assomption en possédait trois à l'origine. Aujourd'hui, l'un d'eux se trouve au musée Hiéron de Paray-le-Monial. Le tympan visible sur l'édifice figure le Christ en gloire dans une mandorle. Il est assis sur son trône. La mandorle qui est un symbole de renaissance, est soutenue par deux anges aux ailes déployées et dont les pieds sont ancrés au sol. Cette iconographie symbolise le retour du Christ sur terre, à la fin des temps, pour juger les vivants et les morts.
Le linteau représente la scène de l'Ascension. 
Sur la voussure inférieure très endommagée ainsi que sur les quatre chapiteaux, les  24 vieillards de l'Apocalypse, tête couronnée, tenant en main une coupe et la cithare, célèbrent la gloire du Christ ressuscité. Les 24 vieillards représentent les 12 Prophètes ou Patriarches et les 12 Apôtres. Ils symbolisent la réunion de l'Ancien et du Nouveau Testament. Cette image est tirée d'une vision de saint Jean décrite dans l'Apocalypse.
Les voussures ont été restaurées.
Les sculptures ont été martelées durant la période de la Révolution française.

#### La façade sud
Le portail sud du prieuré raconte l'histoire du salut de l'humanité. Son tympan représente l'Adoration des mages ainsi que le Péché originel. L'architrave illustre les supplices imposés aux damnés en Enfer, et à son extrémité gauche, une courte allusion à la Jérusalem céleste. Les figures pourraient porter l'influence de l'atelier de Gislebertus d'Autun, bien que leur souplesse s'éloigne quelque peu de l'élan impétueux qui caractérise les sculptures de la cathédrale Saint-Lazare d'Autun. Le style y est beaucoup plus fruste. Peut-être faut-il  y voir la main d'un artiste qui est intervenu à l'église de Neuilly-en-Donjon, située de l'autre côté de la Loire.

#### Le chevet
A l'instar de la seconde abbatiale de Cluny, l'église d'Anzy-le-Duc possède un chevet en échelon comportant cinq chapelles absidiales.

### Architecture intérieure

#### La nef
L'église d'Anzy-le-Duc est régulièrement orientée.
L'architecture de la nef est à deux étages avec de grandes arcades surmontées de fenêtres hautes.
Les travées de la nef portent des voûtes d'arêtes séparées par des arcs doubleaux qui donnent naissance à des lignes architecturales simples et d'une grande harmonie. La qualité du  voûtement témoigne du savoir-faire maitrisé des artisans et des architectes. Ce parti pris de construction se retrouve dans d'autres églises romanes de Bourgogne, notamment à Vézelay. Toutefois, il n'y a pas, ici, cet élan de verticalité qui caractérisera les édifices ayant adopté les principes de Cluny III. Les lignes verticales et horizontales s'équilibrent pour engendrer une impression de paisible sérénité.

#### Les chapiteaux
Les chapiteaux de la nef principale datent du XIe siècle. Ils comptent parmi les exemples les plus anciens de cette forme d'art typiquement romane.
Ils sont sculptés pour la plupart de motifs végétaux ou animaux, et sont d'une grande valeur esthétique. On en compte une quarantaine parmi lesquels une tête de bovin, Daniel et les lions, un acrobate, un ange combattant un démon, Samson maîtrisant un lion… Voici quelques exemples, parmi les plus remarquables : 
- Le chapiteau du 3e pilier à gauche, en entrant dans la nef, représente Saint Michel combattant le démon. Dans son bouclier, le diable monstrueux a planté son trident dont le manche et le bras droit qui le tient ont été brisés.
- Le chapiteau du 2e pilier à gauche, en entrant dans la nef, semble représenter l'homme dans sa lutte contre le Mal. Nu (la nudité dans l'art roman peut représenter l'innocence des origines), il s'accroche des deux mains à l'anneau qui sert de base au chapiteau. L'anneau serait un symbole d'une branche de l'Arbre de Vie de la Genèse. Deux serpents monstrueux aux anneaux entrelacés s'apprêtent à lui mordre le torse et le talon.
- Le chapiteau du 5e pilier à gauche, en entrant dans la nef, représente deux vieillards se querellant. Les deux figures diaboliques tirent la langue, iconographie classique dans l'art roman du mensonge, de la calomnie ou des insultes. Dans le coin gauche du chapiteau, les deux personnages s'embrassent : une réconciliation ? un geste hypocrite comme pourrait laisser penser les deux têtes ressemblant à des singes[réf. nécessaire]. Le singe veut imiter l'homme comme le démon cherche à imiter Dieu. Le singe est le symbole de l'hérésie, du paganisme, de tout ce qui est faux, de tout ce qui détourne l'homme de sa ressemblance avec Dieu.

Ici, contrairement aux œuvres plus récentes qu'il est possible de voir à Autun ou à Saulieu, le bloc formé par le chapiteau proprement dit n'est pas entièrement masqué : les figures semblent comme appliquées sur leur support de pierre. Pourtant, on discerne déjà un principe de composition auquel restera fidèle la sculpture bourguignonne : soumises à la structure architectonique du chapiteau, les figures d'angles reprennent le rôle des volutes antiques. Ils annoncent l'épanouissement de la sculpture clunisienne du XIIe siècle.

#### Le chœur
Le chœur est composé d'une travée avec des bas-côtés qui se terminent par des absidioles. Il se prolonge d'une abside centrale et d'absidioles axiales.

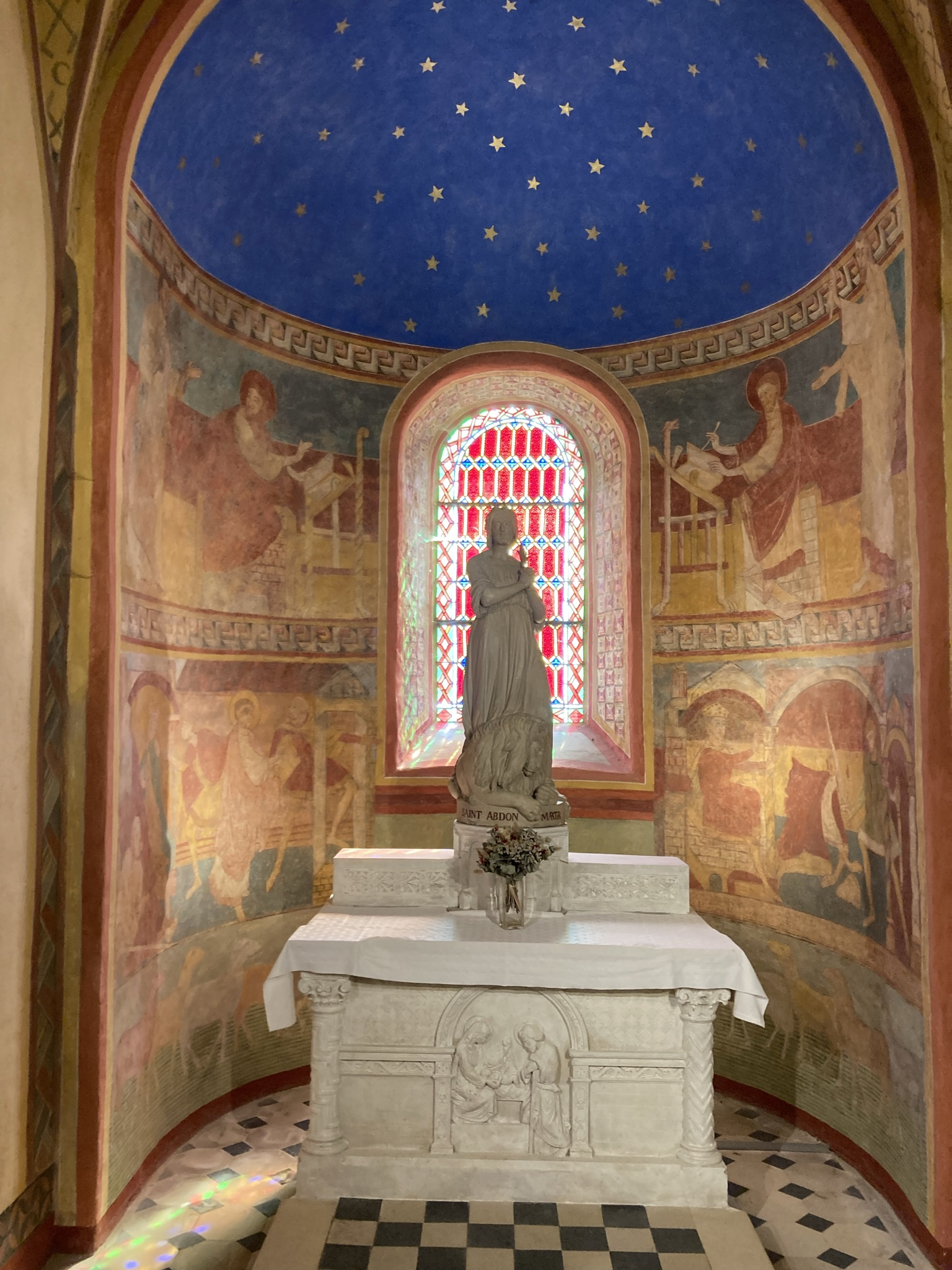
Absidiole nord.
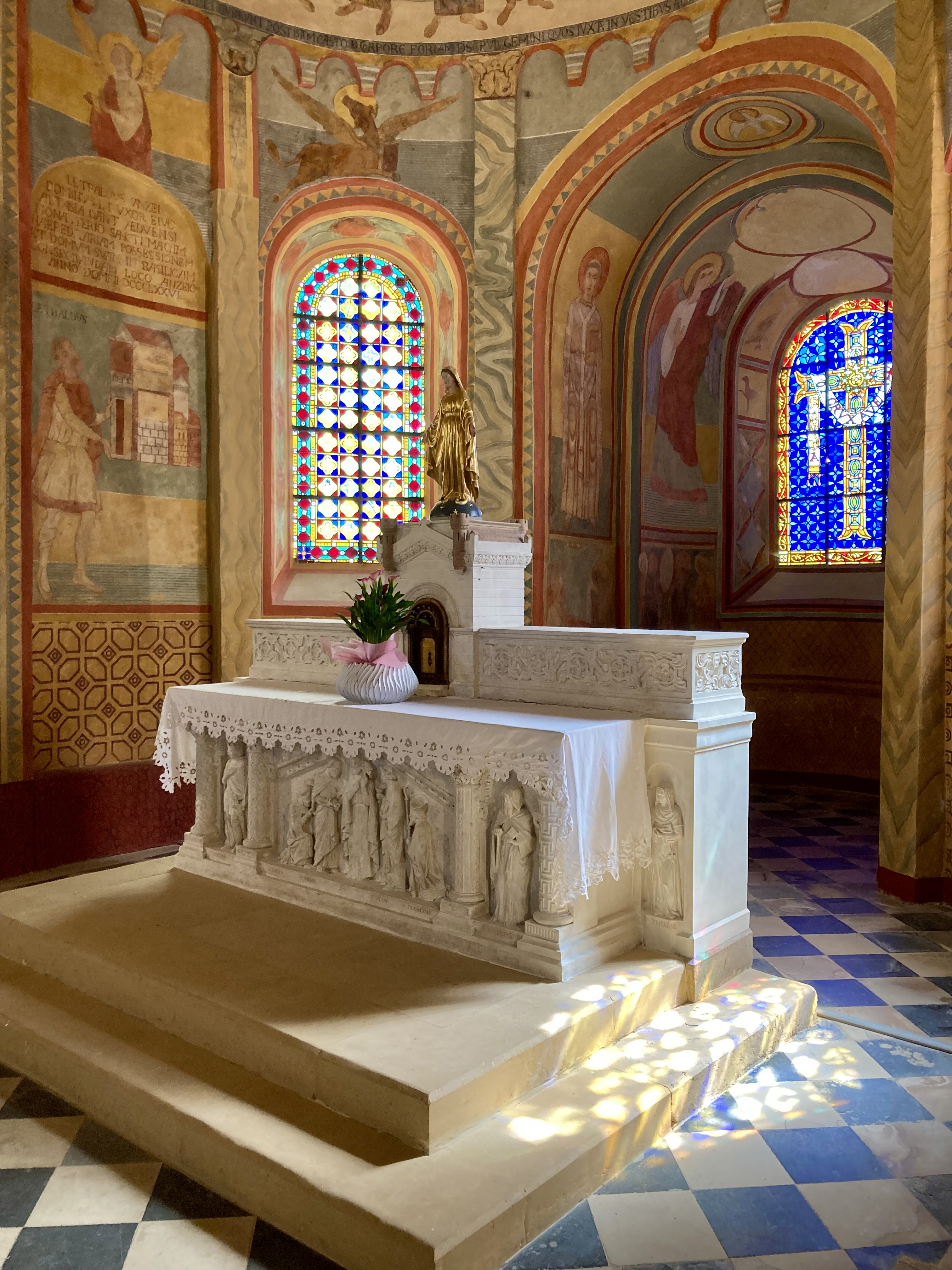
Abside centrale, côté  gauche.
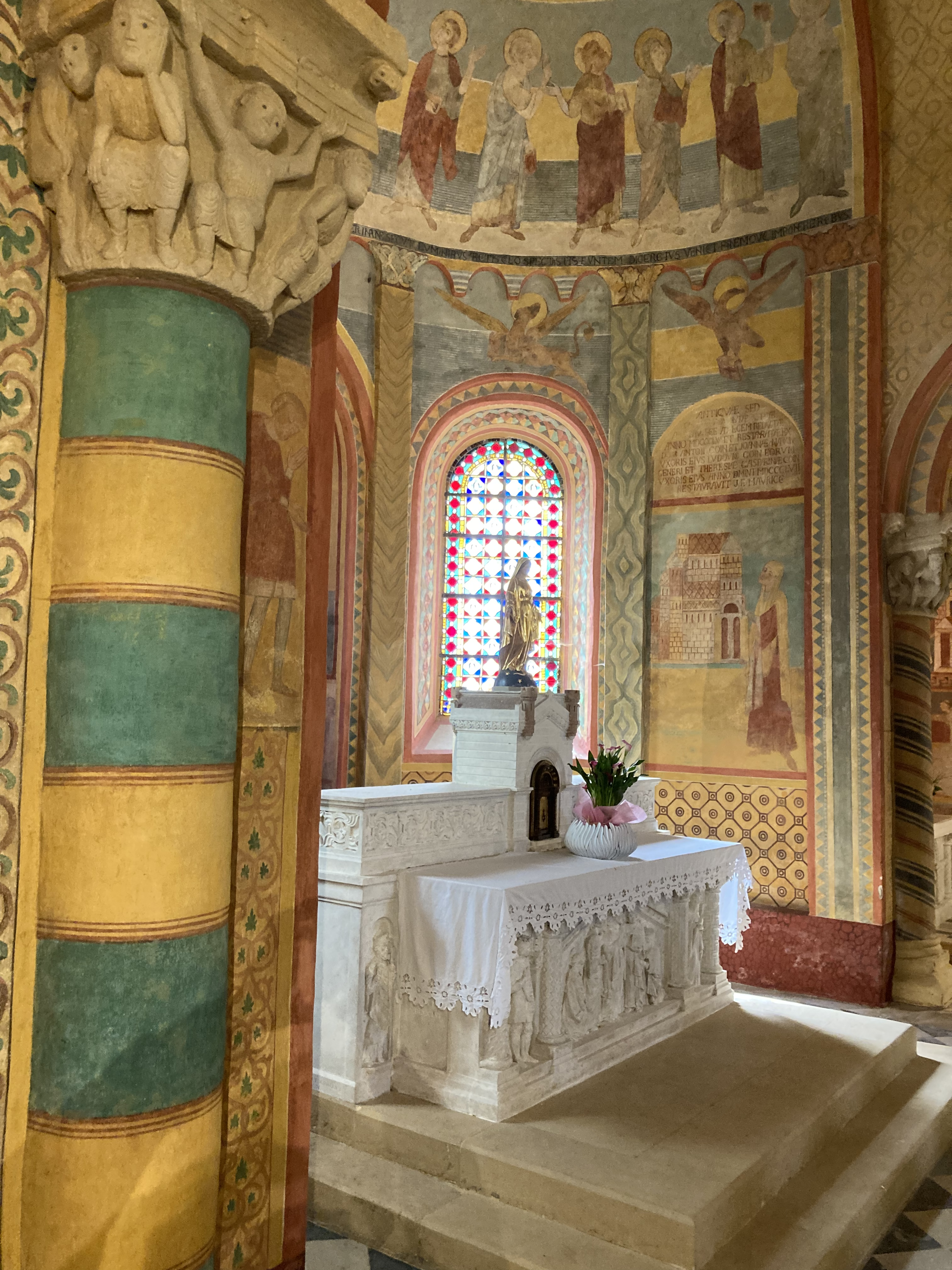
Abside centrale, côté droit.
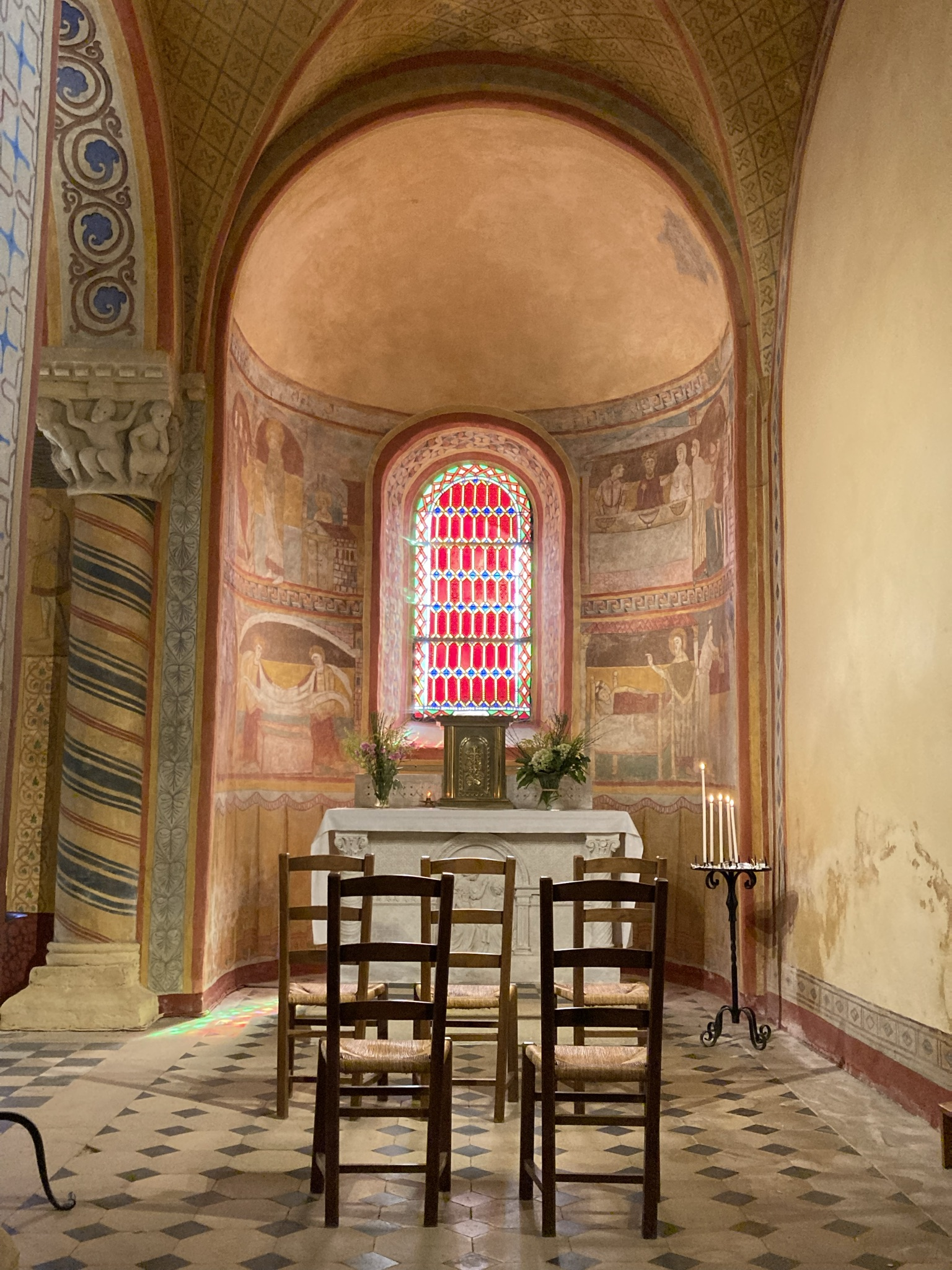
Absidiole sud.

Le chœur est voûté en cul-de-four avec fresques.

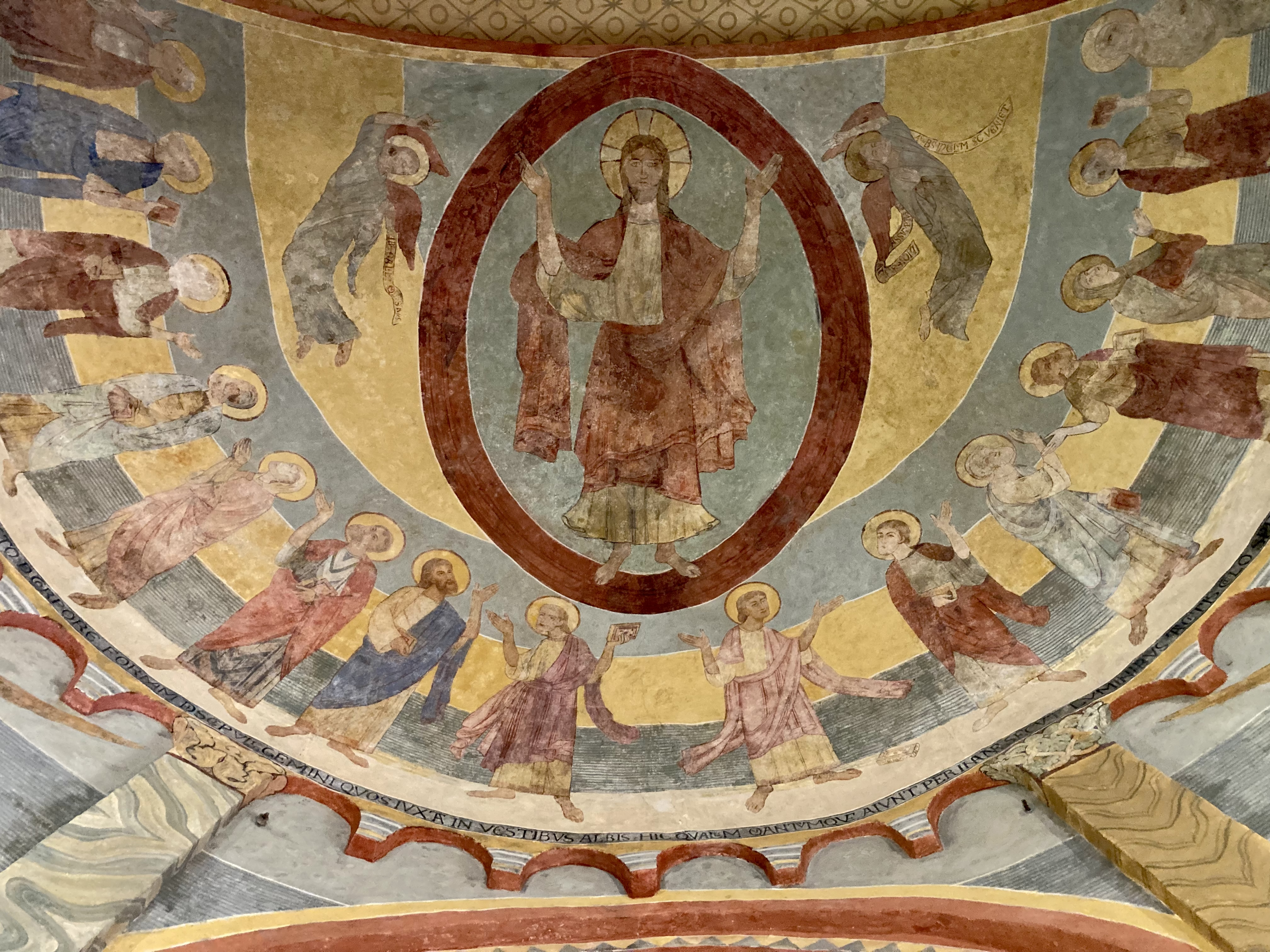
Fresque du cul-de-four.
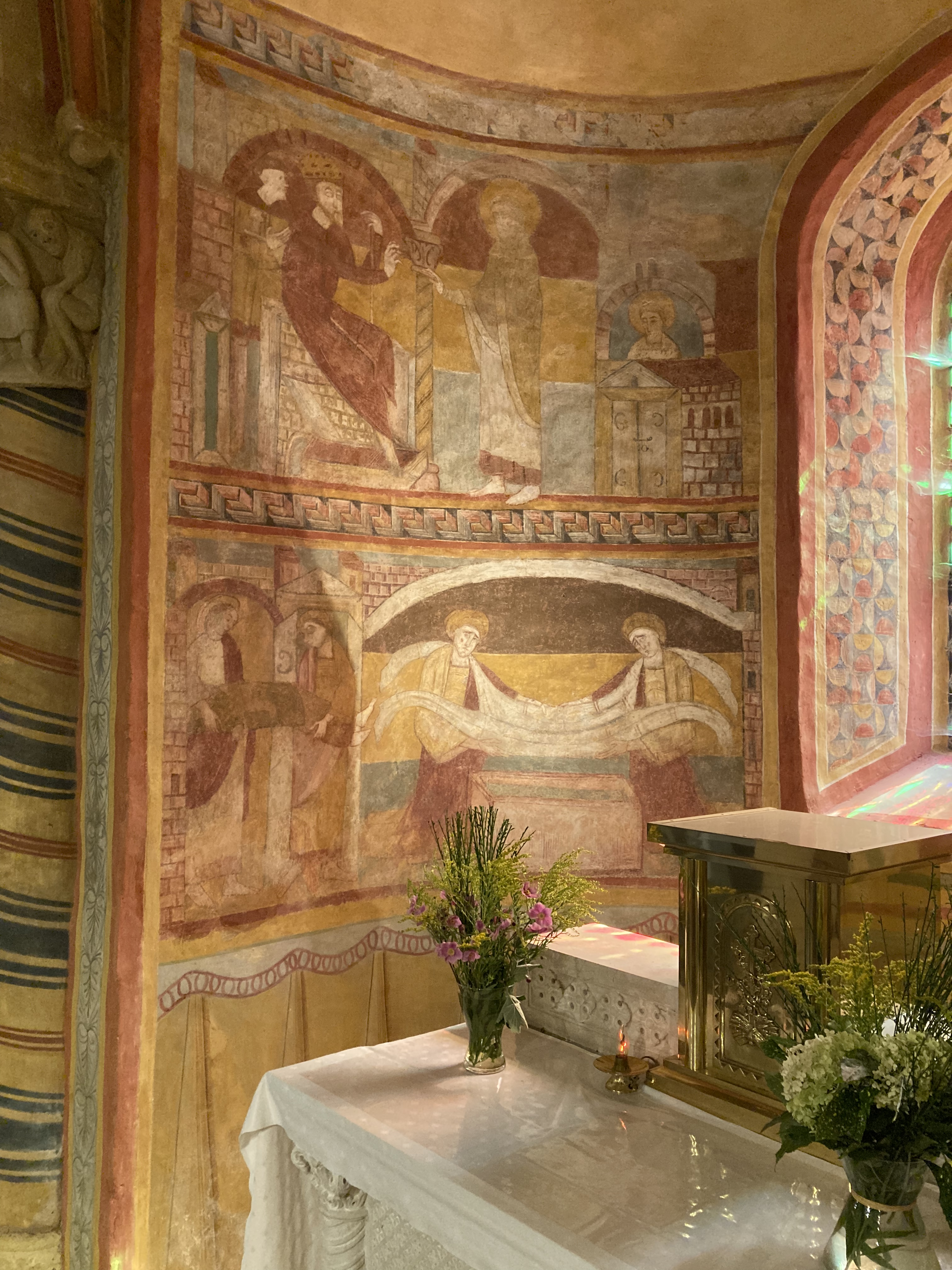
Fresques de l'absidiole sud, à gauche.
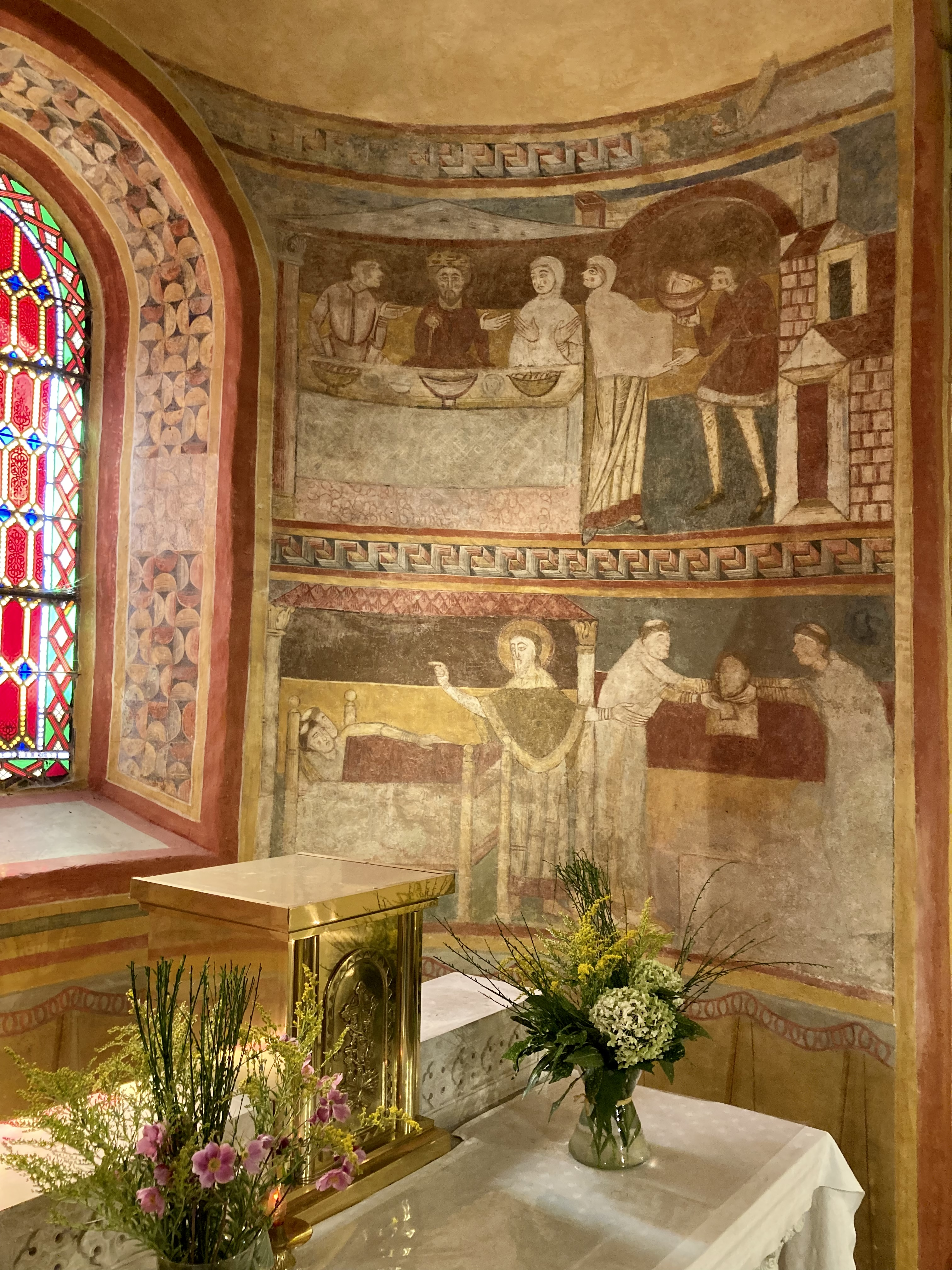
Fresques de l'absidiole sud, à droite.

La coupole est octogonale sur trompes.
L'aigle symbolise l'âme qui s'élève au-dessus des vicissitudes de l'expérience terrestre. C'est l'équivalent spirituel du pouvoir temporel du lion. L'aigle est l'opposé du serpent, animal chtonien. Il symbolise l'âme qui s'élève vers la Lumière, vers la Connaissance car l'aigle, roi des oiseaux, peut voler dans/vers le soleil. Ce sont les chapiteaux les plus anciens de l'église (vers 1050).[pas clair]

#### La crypte
Des fouilles récentes ont fait redécouvrir la crypte, en dégageant un escalier de passage, à partir du croisillon nord. Cette crypte datée du début du XIe siècle a servi de lieu de sépulture à Hugues de Poitiers. Elle est l'un des sanctuaires chrétiens conservés parmi les plus anciens de tout le pays brionnais. MM. de Canat et de Surigny, ont fait le plan de la crypte et ont travaillé à l'étude des sculptures et des peintures murales, leur date n'est pas antérieure au XIIe siècle.
Elle communiquait avec l'église, par deux escaliers qui venaient se rejoindre en une seule sortie au devant du chœur. La voûte est soutenue par des piliers, dont deux en brèche grise proviennent du fût brisé d'une colonne antique, dont la base était encore visible.
En 1576, la sépulture d'Hugues de Poitiers a été profanée par des Huguenots. Le corps a été jeté au feu et les cendres éparpillées.
La crypte est ornée de fresques murales dont il ne reste qu'un fragment, la représentation d'un saint Abbé, probablement Saint Benoit.

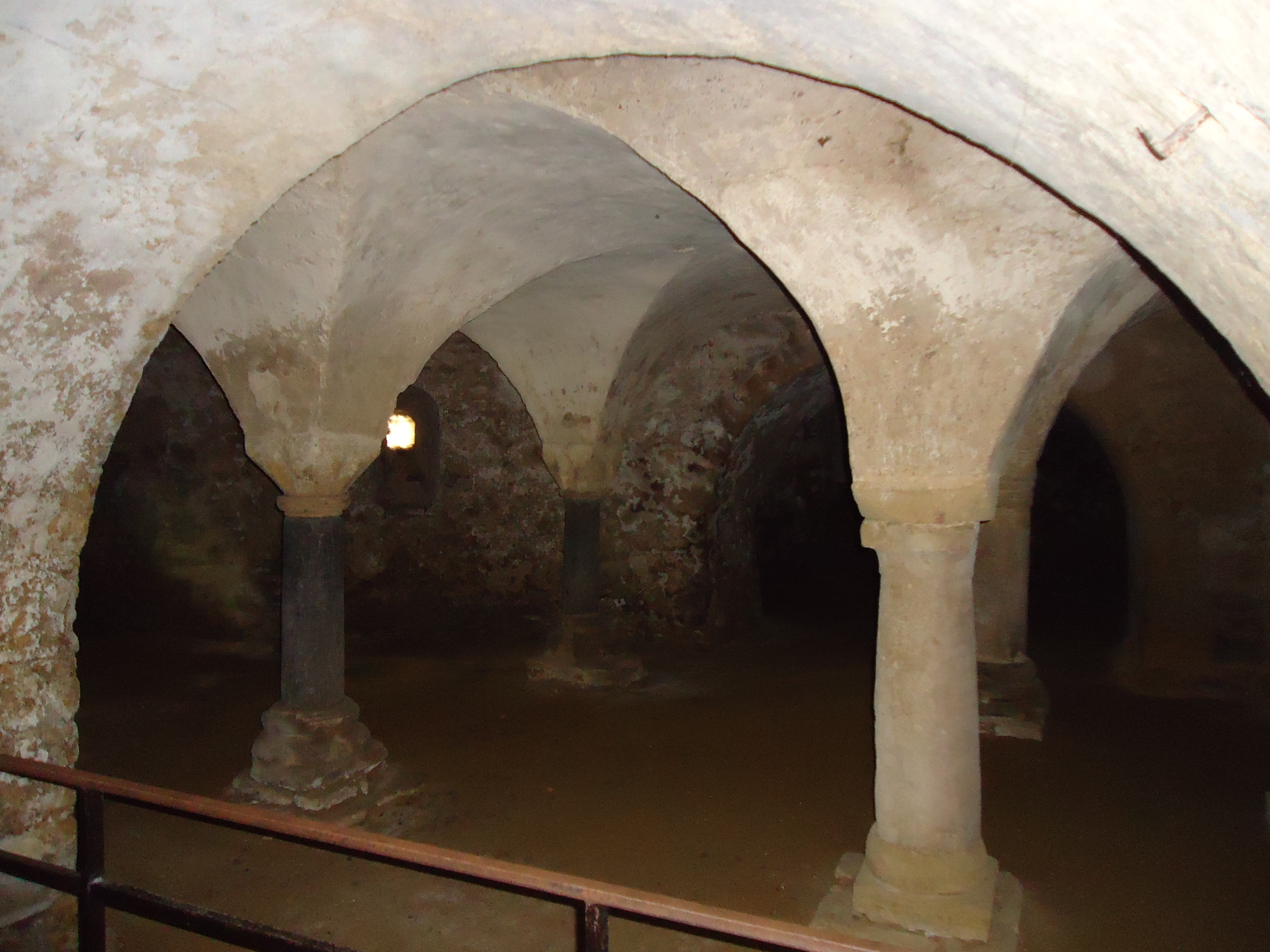
La crypte.
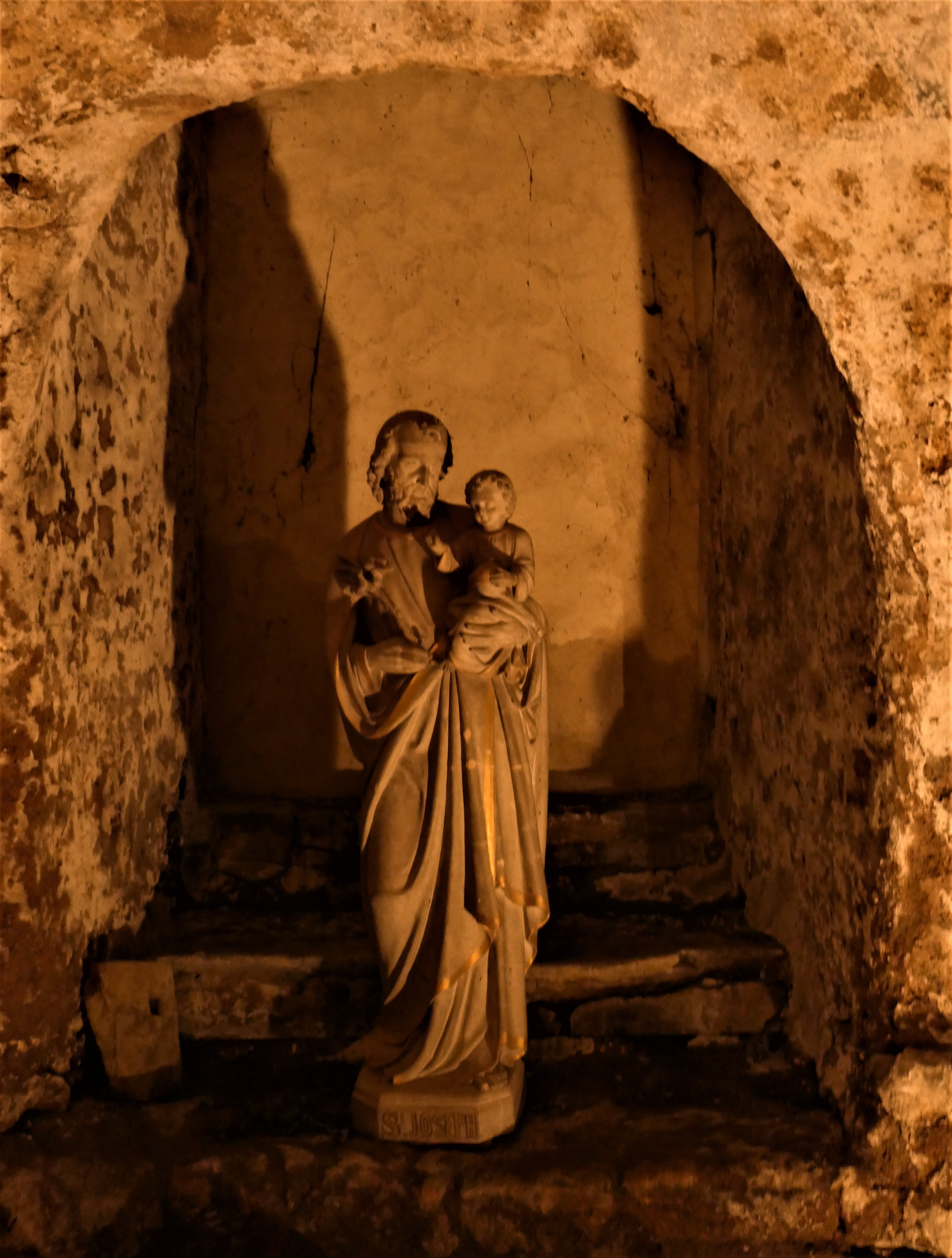
Niche avec sculpture.
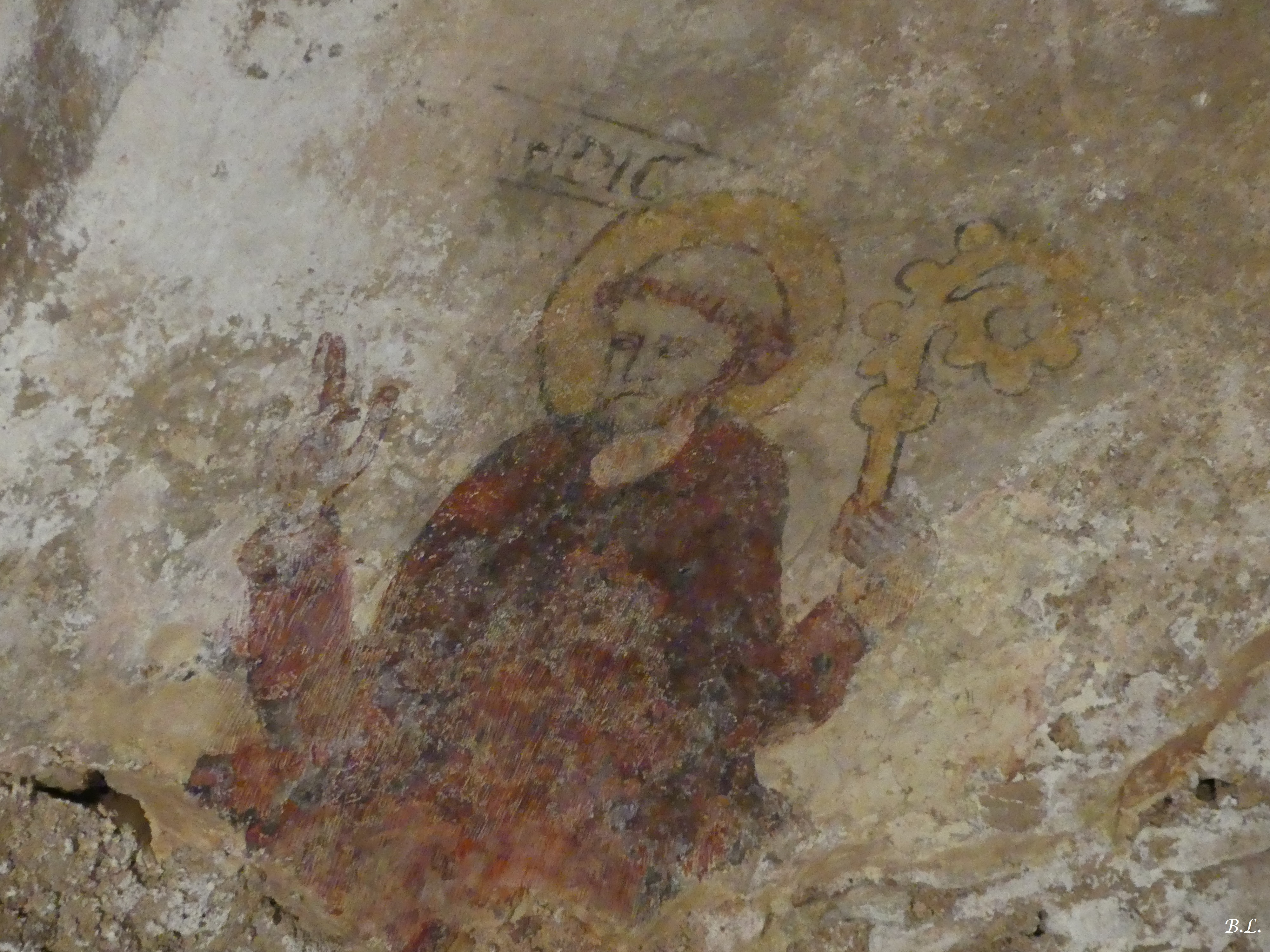
Saint Abbé (saint Benoit).
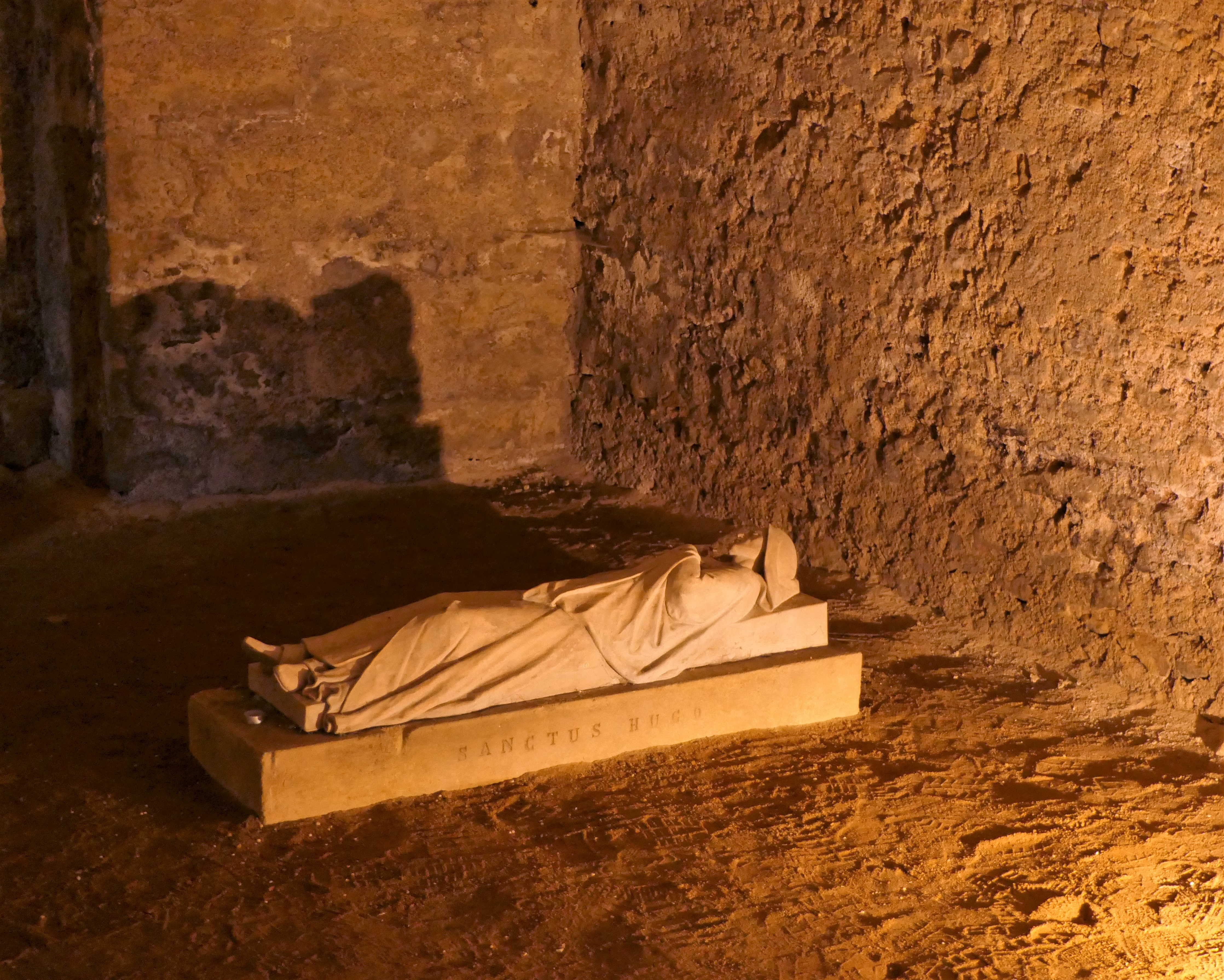
Gisant Hugues de Poitiers.

## Polémique autour de l'installation de nouveaux vitraux

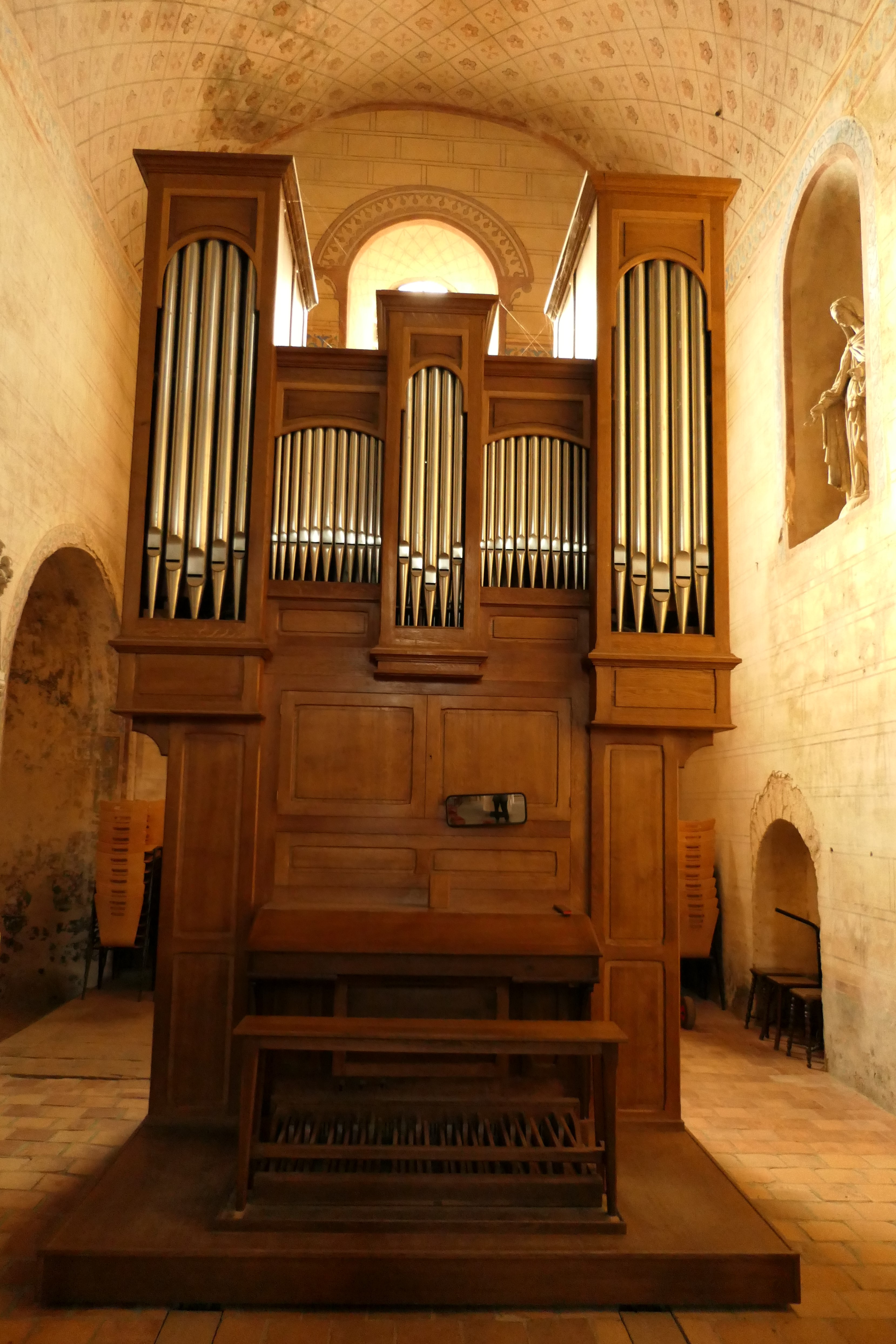
L'orgue.

En 2015, la presse révèle qu'un industriel local désireux de faire du mécénat a décidé d'imposer la création de nouveaux vitraux et a choisi lui-même l'artiste, Gérard Fromanger, alors que les anciens vitraux sont paradoxalement en bon état et que les nouveaux vitraux semblent, selon La Tribune de l'Art, peu à même de compléter l'architecture romane de l'édifice. Le remplacement des anciens vitraux les condamnera « à une destruction assurée ». Au terme de cette polémique, le projet de remplacement des vitraux a finalement été refusé par l'évêque d'Autun, Mgr Benoît Rivière, qui a jugé trop profane le projet présenté par l'artiste contemporain.

## L'orgue
L'orgue est installé en 1991 dans le transept sud. il a été réalisé par Guerrier de Willer et financé par le comité des fêtes du village. c'est un orgue de 16 jeux de facture traditionnelle. Il a été inauguré le 4 août 1991 par l'organiste Marie-Claire Alain.

## La mosaïque
Une mosaïque est présente dans l'église, installée près de l'escalier conduisant à la crypte. Cette œuvre date de 2008. Elle a été offerte par l'association "M. comme mosaïque", de Paray-le-Monial ; elle a été réalisée par dix mosaïstes réunis autour  de l'artiste italien Verdiano Marzi. Le motif est inspiré d'un détail du portail qui est aujourd'hui au musée du Hiéron, à Paray-le-Monial : la vierge donne le sein à Jésus. Le seconde face de cette mosaïque, qui tourne sur un axe, est un motif contemporain.

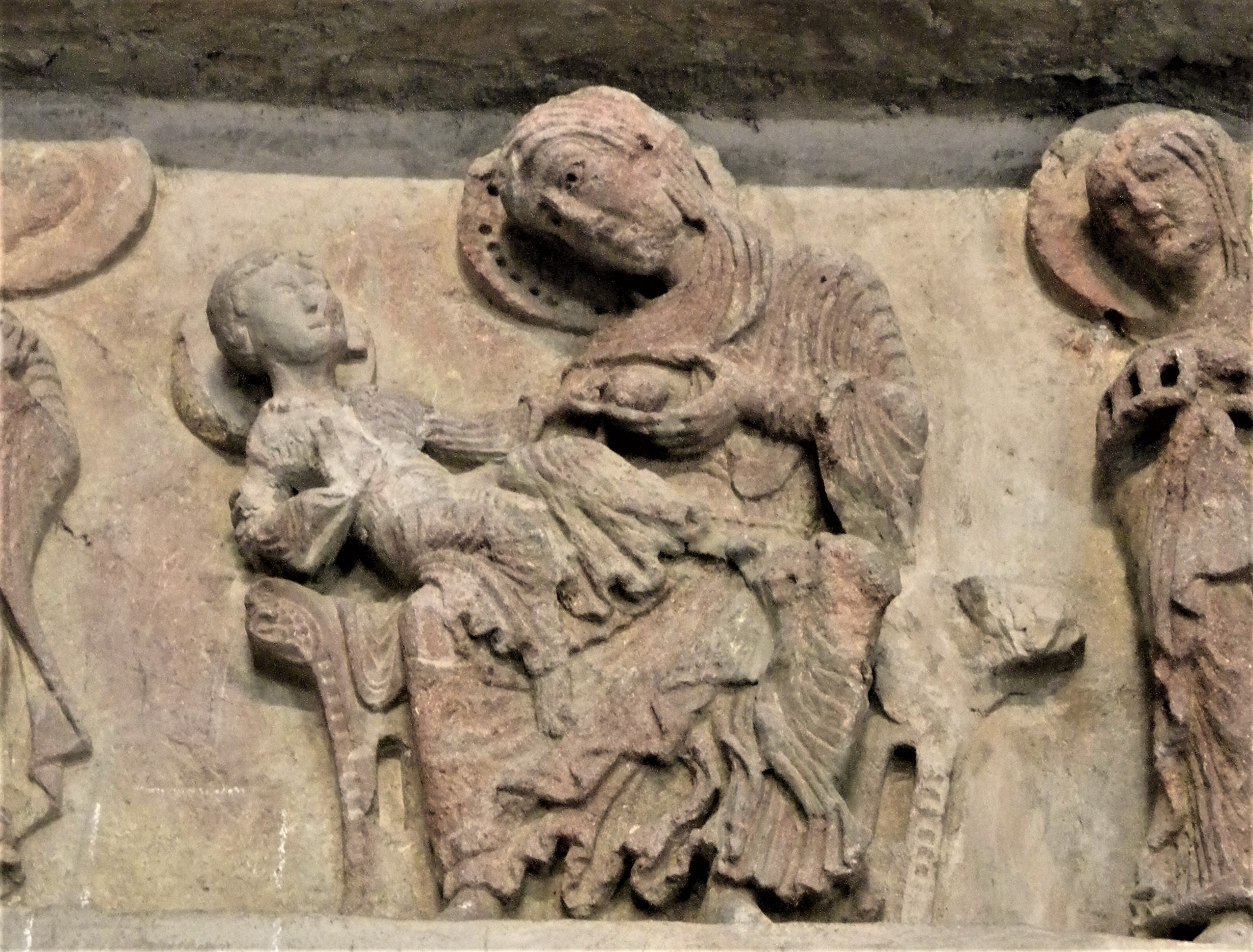
Sculpture du linteau du portail déposé au musée du Hiéron servant de référence pour la mosaïque.
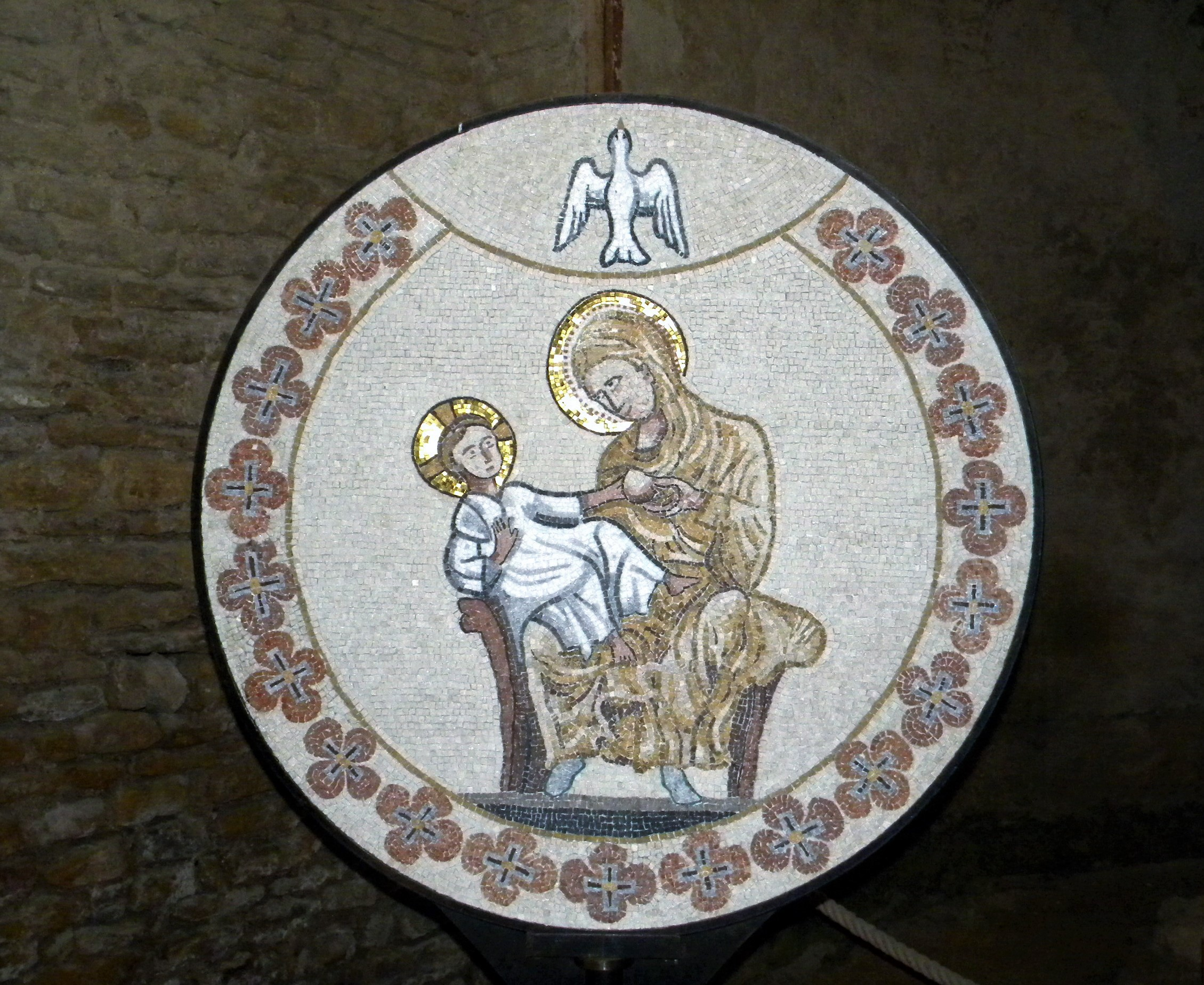
Mosaïque, face 1.
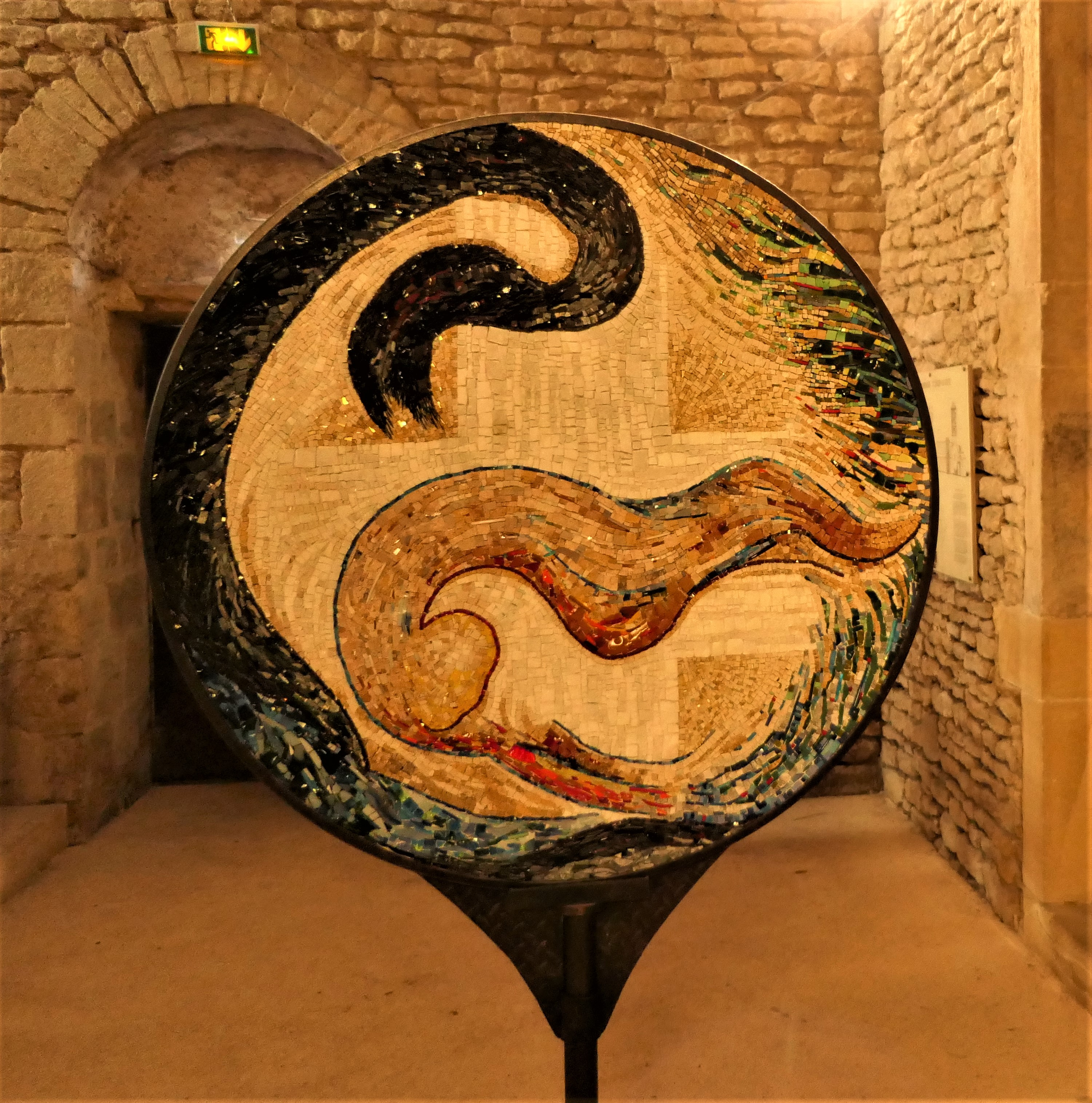
Mosaïque, face 2.

## Culte
Édifice consacré du diocèse d'Autun relevant de la paroisse Saint-Hugues-en-Brionnais-Bords-de-Loire (siège à Marcigny) – qui en est affectataire au titre de la loi de 1905 –, l'église d'Anzy-le-Duc est, neuf siècles après sa construction, un lieu de culte catholique.

## Galerie

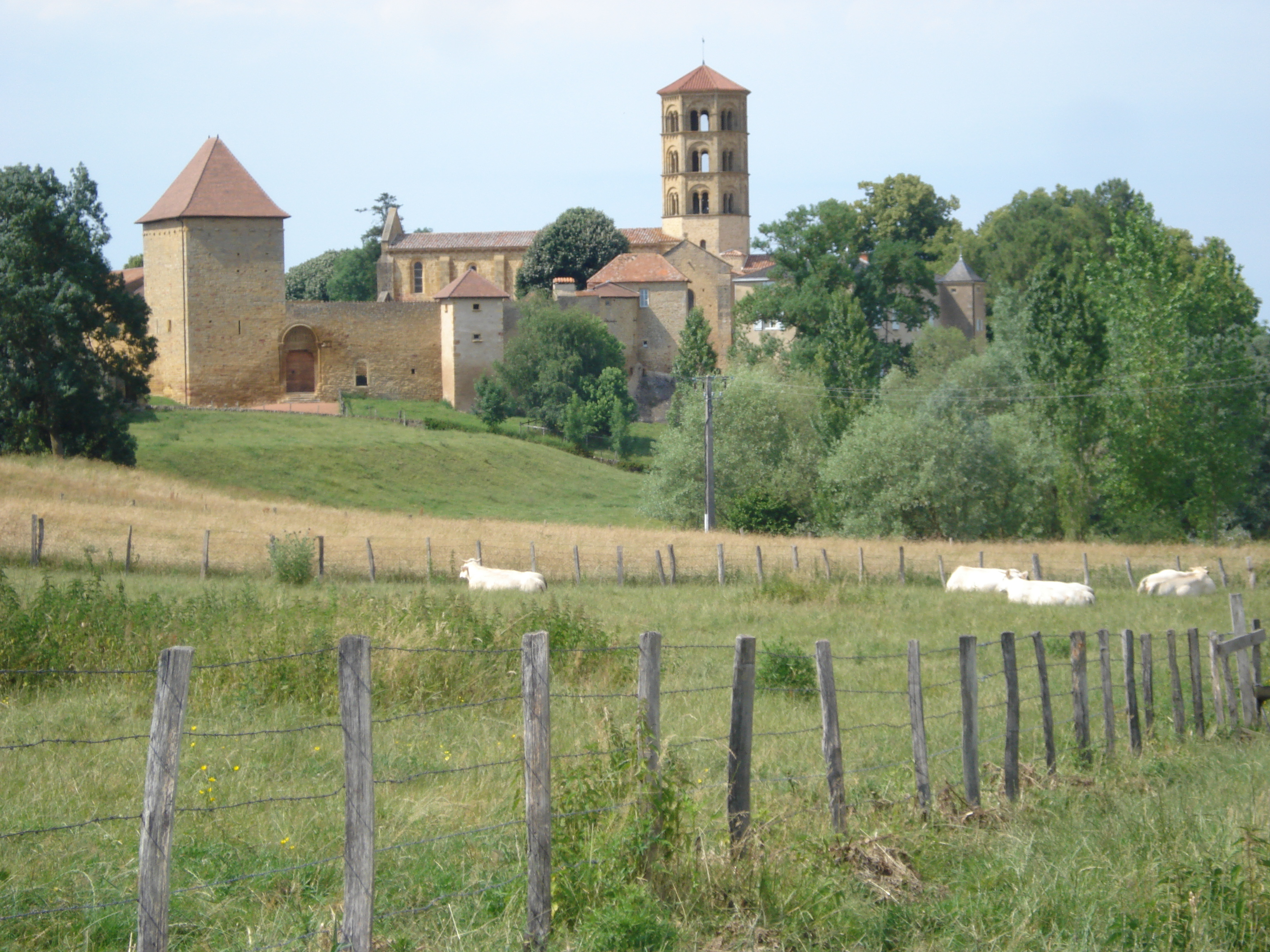
La vue d'ensemble depuis le sud-est.
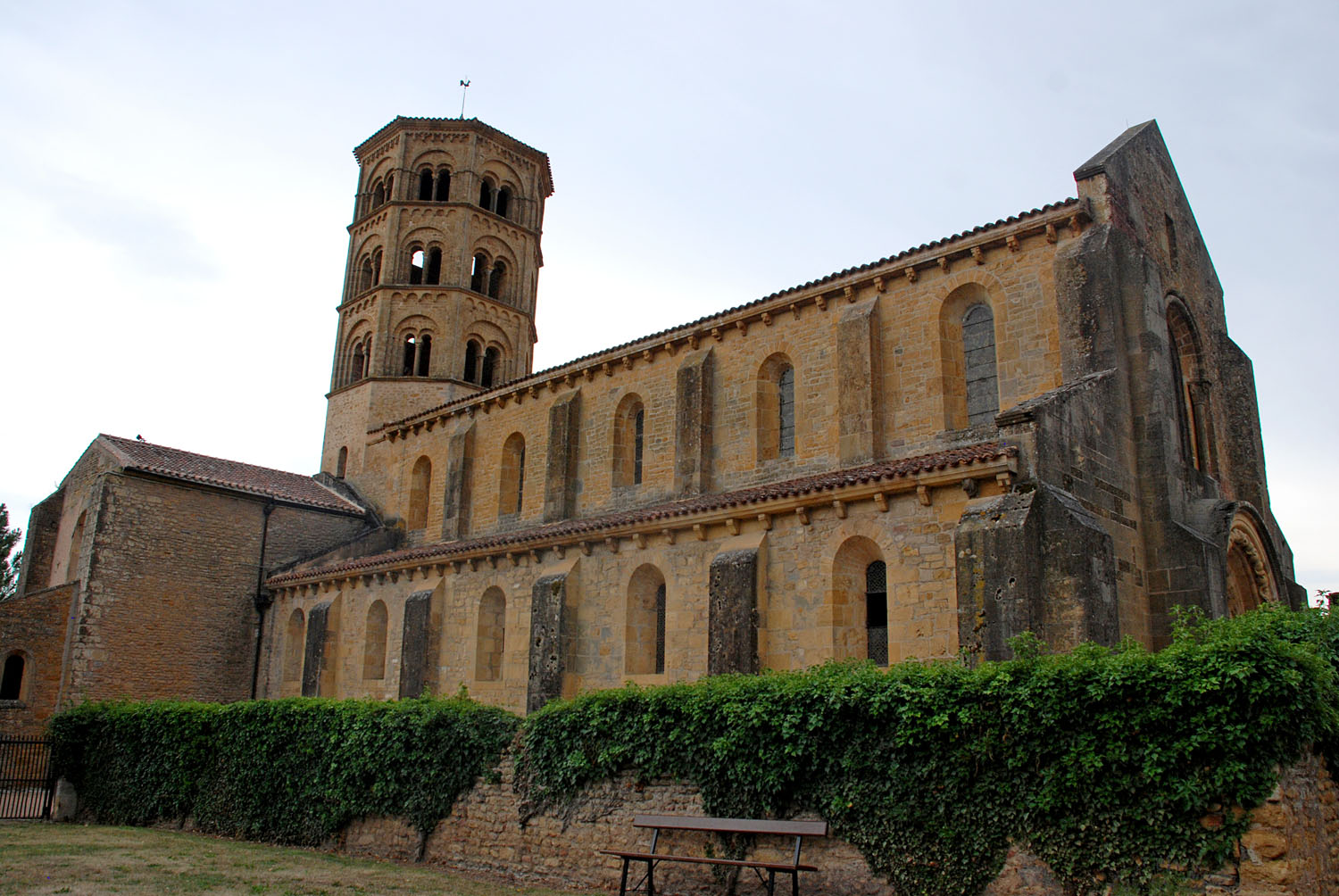
Vue générale.
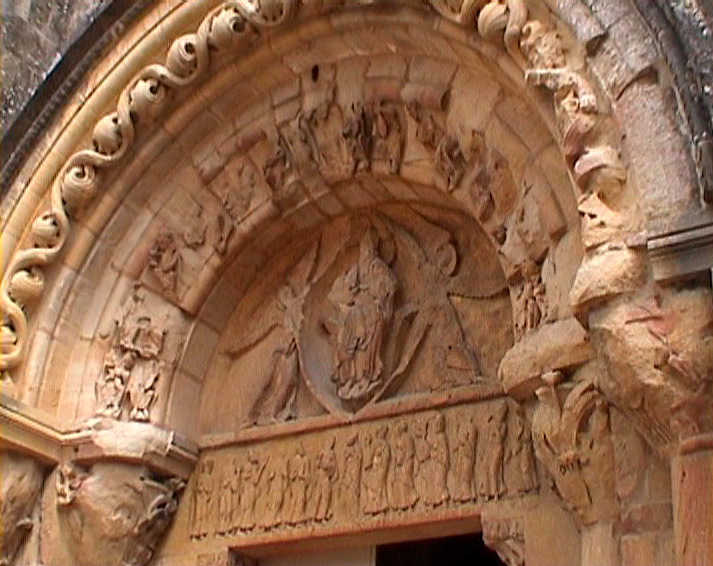
Le tympan ouest.
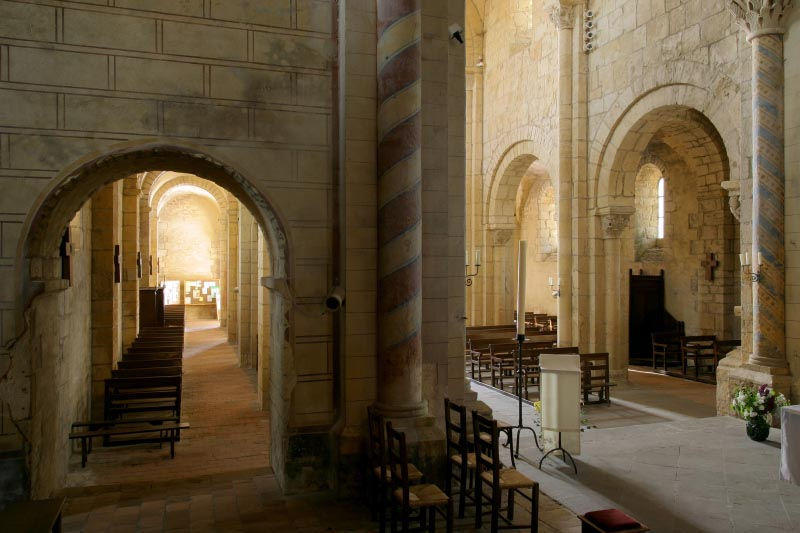
Une vue intérieure.
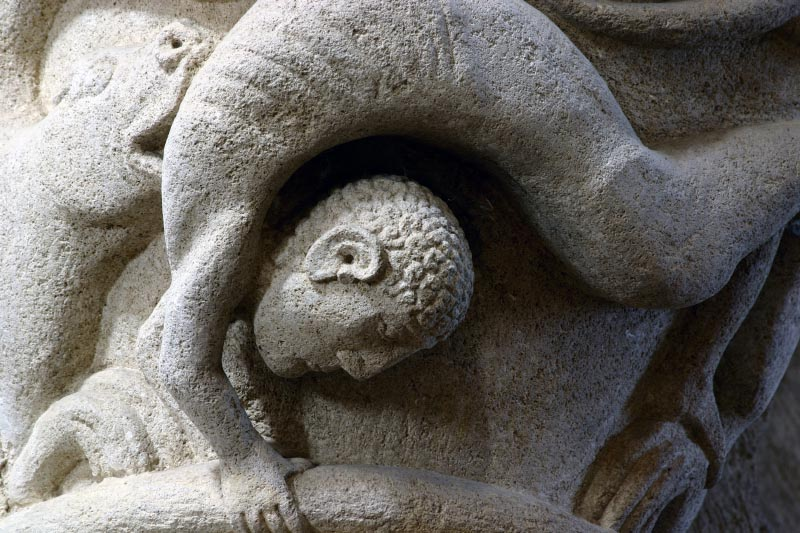
Le chapiteau de l'acrobate.
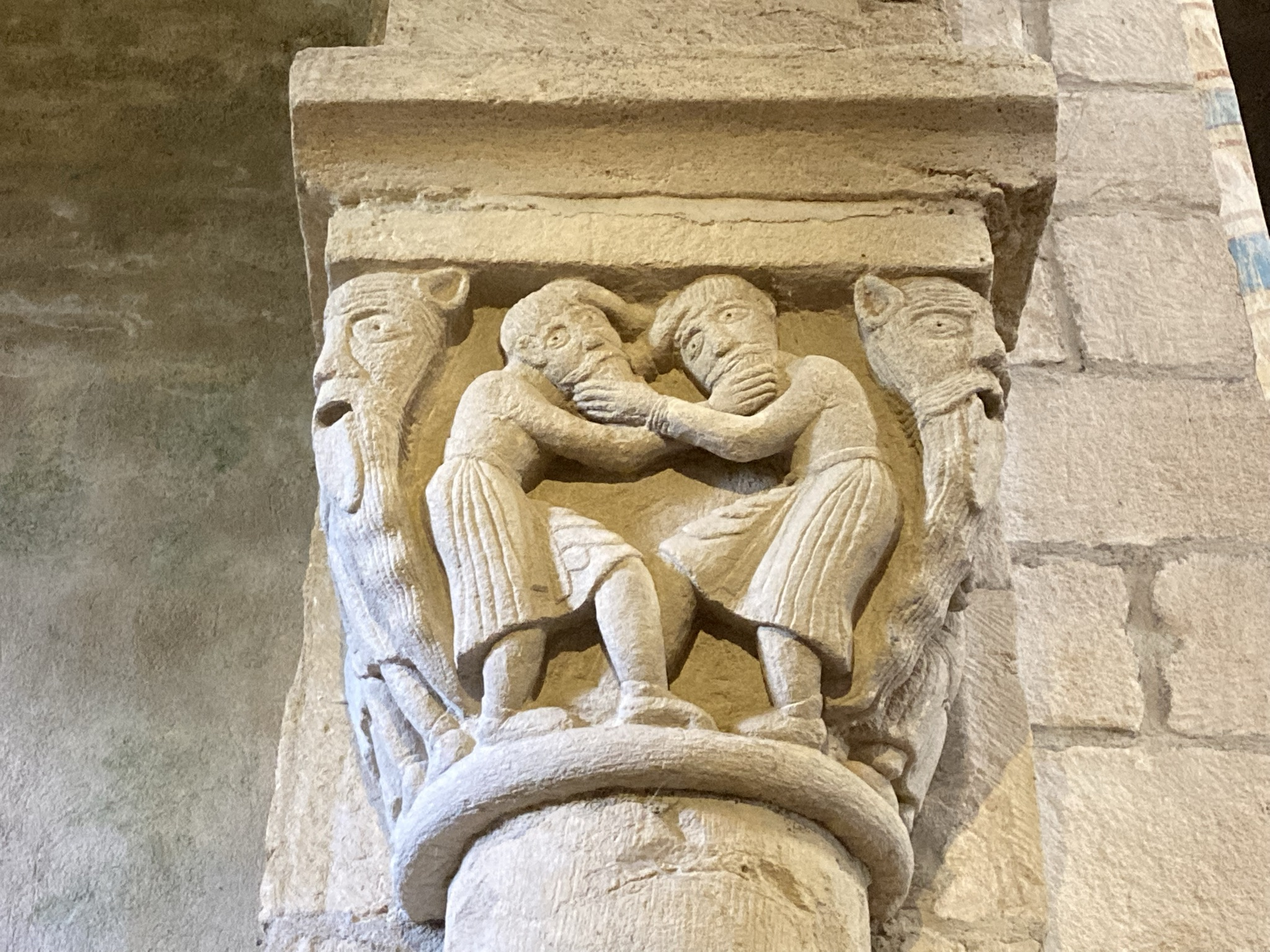
Le chapiteau des vieillards luttant.